# Ste-Croix (Veauce)

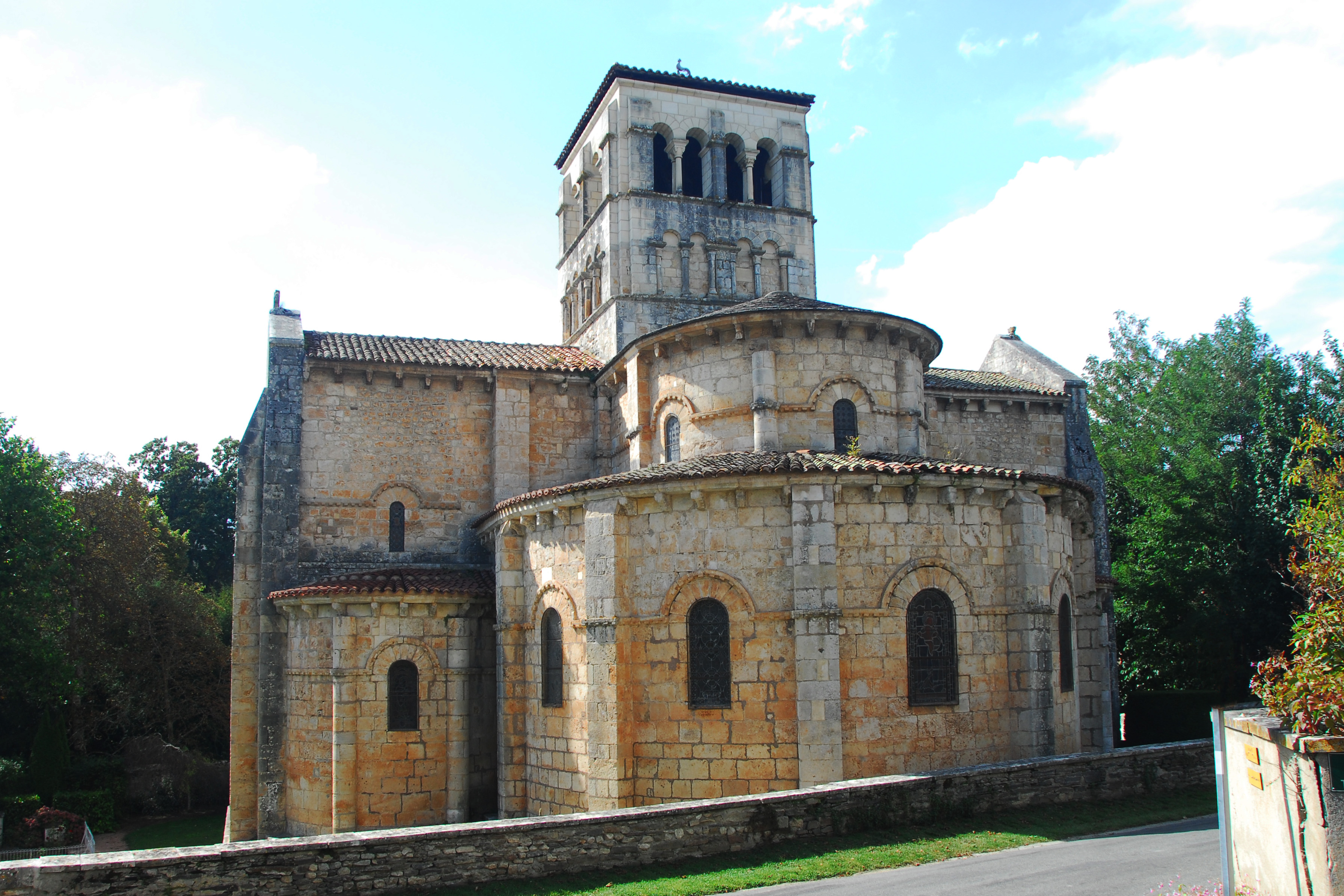
Ste-Croix, Chorhaupt von SO

Die romanische Kirche Sainte-Croix befindet sich in der kleinen Gemeinde Veauce in der französischen Region Auvergne (Département Allier), am Flüsschen Veauce, das bei Ebreuil in die Sioule mündet, etwa 45 Kilometer nördlich von Clermont-Ferrand. Ihr harmonisch gestaltetes Chorhaupt erhebt sich vor der Kulisse des mit alten Bäumen bestandenen dicht belaubten Schlosspark, dem ehemaligen Sitz der Landesherren von Veauce, einer sehr alten Familie, deren Nachkommen es bis vor einigen Jahren noch bewohnten.
Die Kirche steht auf dem Grundriss eines lateinischen Kreuzes, mit einem Stamm, dem im späten 18. Jahrhundert auf zwei Joche halbierten Langhaus, den Kreuzarmen, als weit ausladende Querhausarme und einem Haupt, aus einem eher seltenen Umgangschor ohne Kapellenkranz. Ihr Langhaus ist dreischiffig, und von ihren ehedem vier Jochen sind noch zwei übrig geblieben.
Ihr Baumeister hatte zwar seinen Blick auf die romanischen Meisterwerke der Limagne gerichtet, mit ihren hergebrachten Bauweisen und Bauformen, er kopierte sie aber nicht, sondern interpretierte sie auf seine Art. Bernard Craplet, ein französischer Kunsthistoriker und Autor, bezeichnet Sainte-Croix de Veauce als “eine der schönsten Kirchen des heutigen Bourbonnais, eine der auvergnatischsten, doch mit einer persönlichen Note, die ihren Reiz erhöht.”

## Geschichtliches
Über die Daten ihrer Errichtung ist fast nichts bekannt, sie sind aber wahrscheinlich für das 11. Jahrhundert anzunehmen. Ihre Entstehung ist ebenso wahrscheinlich der Freigiebigkeit der eingangs erwähnten Familie der Herrschaften von Veauce zuzuordnen. Es steht aber fest, dass ein Ritter Aimo de Veauce im Jahr 1080 die Kirche von Veauce der benachbarten Abtei von Saint-Léger im benachbarten Ebreuil anvertraute. Diese Schenkung wurde gegen 1115 von Papst Paschalis II. bestätigt. Die Pfarrei von Veauce gehörte zur ehemaligen Diözese Clermont.
Das heutige Bauwerk verrät aber, dass die Kirche in zwei aufeinander folgenden Kampagnen errichtet worden ist, und zwar zuerst das Chorhaupt zusammen mit dem Querhaus, die in einem Zuge entstanden sind. Sie zeigen einen sehr homogenen Stil und stellen den schönsten Teil der Kirche dar. Der Einfluss der romanischen Limagne ist unverkennbar.
Das in der zweiten Kampagne entstandene Langhaus ist weniger typisch. Einiges deutet dabei auf einen Wechsel der verantwortlichen Baumeister oder Steinmetze hin. So ist zum Beispiel die Steinbearbeitung im Chor anders als im Langhaus. Im Chorjoch tragen die Steinquadern Farnwedelmuster, im Langhaus jedoch ausschließlich schräge Rillen. Im letzteren sind die Trommeln der Halbsäulen gleichförmig übereinander gelegt, in der Vierung jedoch weist jede zweite Trommel eine rückseitige Verlängerung in den Pfeilerkern auf. Im Chorhaupt sind zahlreiche Steine mit Steinmetzzeichen versehen, im Langhaus keine. Die mit Eckblättern versehenen Säulenbasen des Langhauses lassen auf eine spätere Bauzeit schließen.

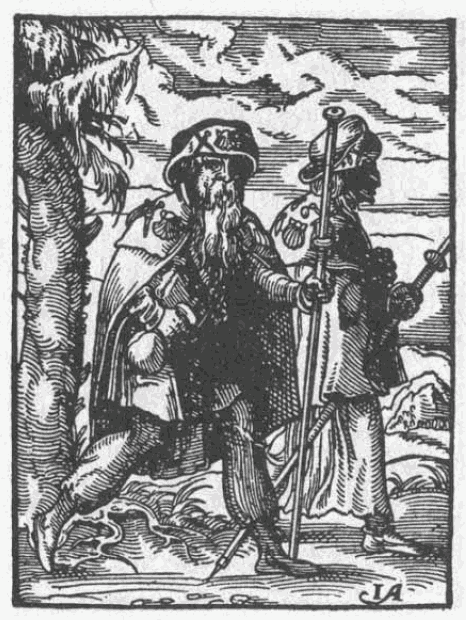
Jakobspilger, Holzschnitt von 1568

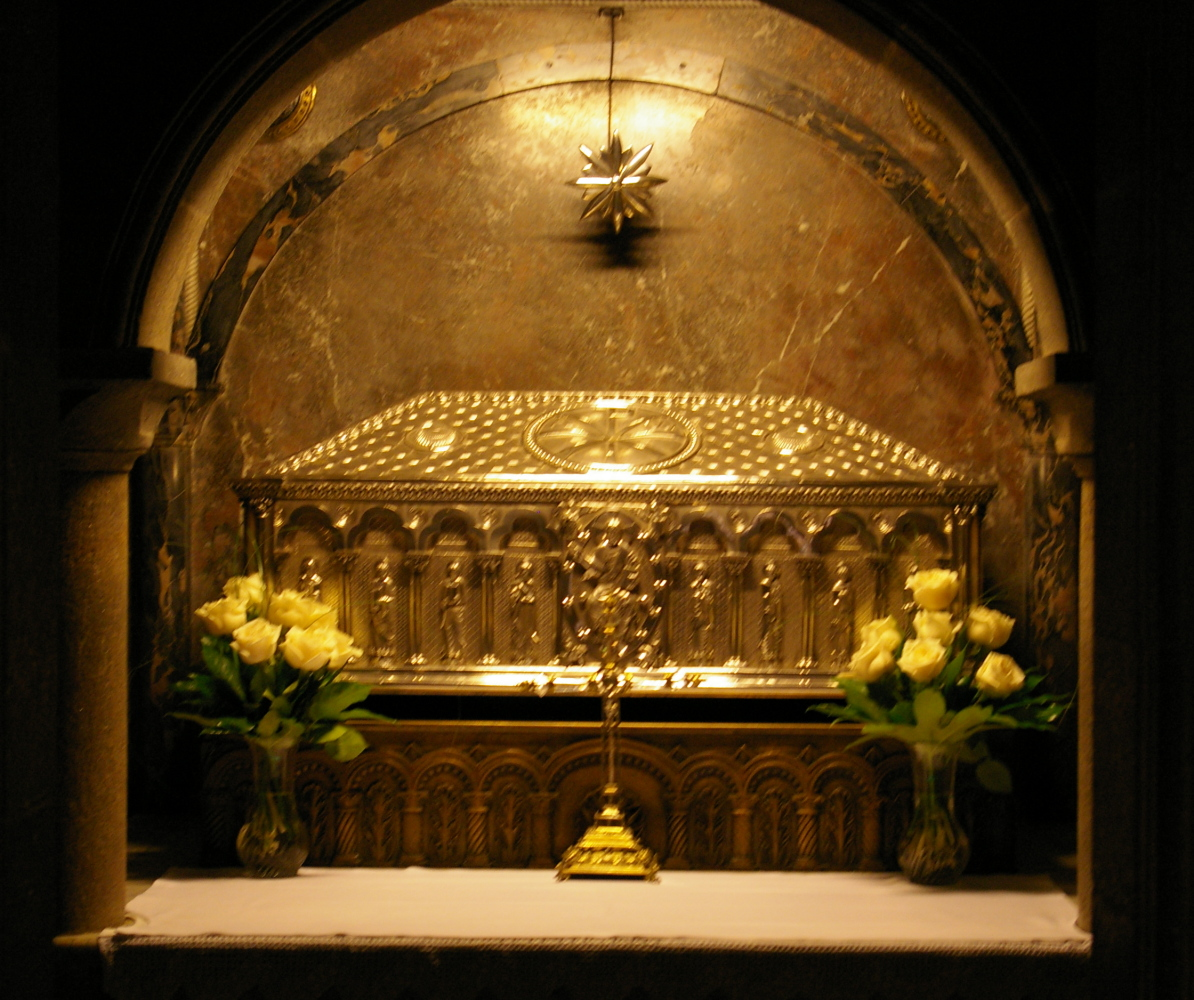
Jakobsgrab, Santiago de Compostela

Als die Kirche gegen Ende des 11. Jahrhunderts in die Hände der Benediktinermönche der Abtei Saint-Léger de Ebreuil gelegt wurde, setzten die Pilgerfahrten auf dem Jakobsweg nach Santiago de Compostela in Spanien ein. Es waren vor allem Mönche, wie hier die Benediktiner, die in die Rolle umsichtiger Akteure schlüpften, in dem sie für die Wallfahrt warben und die Organisation tatkräftig in die Hand nahmen.
Das Gebäude war damals bereits als Pilgerkirche konzipiert, mit Seitenschiffen und einem großzügigen Chorumgang, die auch ohne Kapellenanbauten die Ausstellung von Reliquien erlaubten, zu deren Verehrung die Pilger unter anderem aufgebrochen waren. Immerhin gab es zwei Querhauskapellen. Saint-Croix de Veauce lag knapp 14 Kilometer westlich der von Nevers nach Clemont fast geradlinig von Norden nach Süden verlaufenden Teilstrecke des Pilgerwegs (heute N7 und N9), der die ganze Region der Auvergne mit zahlreichen Pilgerkirchen für die Pilger erschloss.
Die Blütezeit der Wallfahrt nach Santiago datiert in die erste Hälfte des 12. Jahrhunderts, in der die Pilger jährlich zu Hunderttausenden nach Süden zogen. An diesen Wegen entstanden zahlreiche neue Kirchen, Klöster, Hospize, Herbergen und Friedhöfe, und vorhandene Einrichtungen wurden den neuen Anforderungen entsprechend erweitert. Man brauchte für eine Pilgerkirche vor allem mehr Bewegungsflächen für die zahlreichen Pilger, wie Chorumgänge und Seitenschiffe, und möglichst viele Kapellen, zur Präsentation von Reliquien und deren Verehrung. Die Pilgerkirchen dienten damals häufig auch als Übernachtungsort für die Pilger.
Als nach Mitte des 12. Jahrhunderts die Streitereien zwischen Frankreich und England um Aquitanien begannen, gingen die Pilgerbewegungen zurück. Die Kriege des 13./14. Jahrhunderts, wie etwa der Hundertjährige Krieg (1339–1453), brachten einen dramatischen Einbruch.
Es kann nicht ausgeschlossen werden, dass der Glockenturm von Saint-Croix, wie zahlreiche Kirchen der Region, in der gotischen Epoche, etwa im 13. Jahrhundert, mit einem spitzen Turmhelm bekrönt worden ist, vielleicht sogar aus Stein, wie auch bei Notre-Dame de Châtel-Montagne.
Gegen Ende des 14. Jahrhunderts wurde zu Ehren des Schutzpatron  Saint-Venerandus (um 385 Bischof von Clermont) von einem Jean Bessoles ein Kollegiatstift (gelegentlich auch als Stiftskapitel bezeichnet) gegründet, das knapp 400 Jahre Bestand hatte. Im Jahr 1766 wurde das Kapitel aufgelöst.
Im Jahr 1797, acht Jahre nach der Französischen Revolution (1789), wurde das Langhaus von Saint-Croix halbiert, das heißt, es verlor die ersten beiden der bis dahin vier Joche. Welche Ursachen diese „Verstümmelung“ des Bauwerks hatte, geht nicht aus den Quellen hervor, wie etwa ein Einsturz durch natürliche Baugrundverhältnisse, oder mutwilligen Einriss, bedingt durch die Verhältnisse der nachrevolutionären Zeit. Der im gleichen Jahr durchgeführte Verschluss des über den ganzen Aufriss geöffneten Langhauses mit einer neuen ungewöhnlich massiven Giebelwand und mit gewaltigen Strebepfeilern, deutet eher auf die erstgenannten Ursachen hin.
Wenn Saint-Croix mit einem steinernen gotischen Turmhelm versehen worden war, so wird dieser in der Revolution, oder kurz danach, eingerissen worden sein. Das trifft zumindest für das Obergeschoss des Vierungsturms zu, dessen Erneuerung auf das Jahr 1882 datiert wird. Vermutlich wurde zu dieser Zeit auch das erste Geschoss restauriert.
Die schlechte Quellensituation von Sainte-Croix de Veauce in der Vergangenheit wird auch in der Moderne nicht besser.

## Bauwerk
Abmessungen

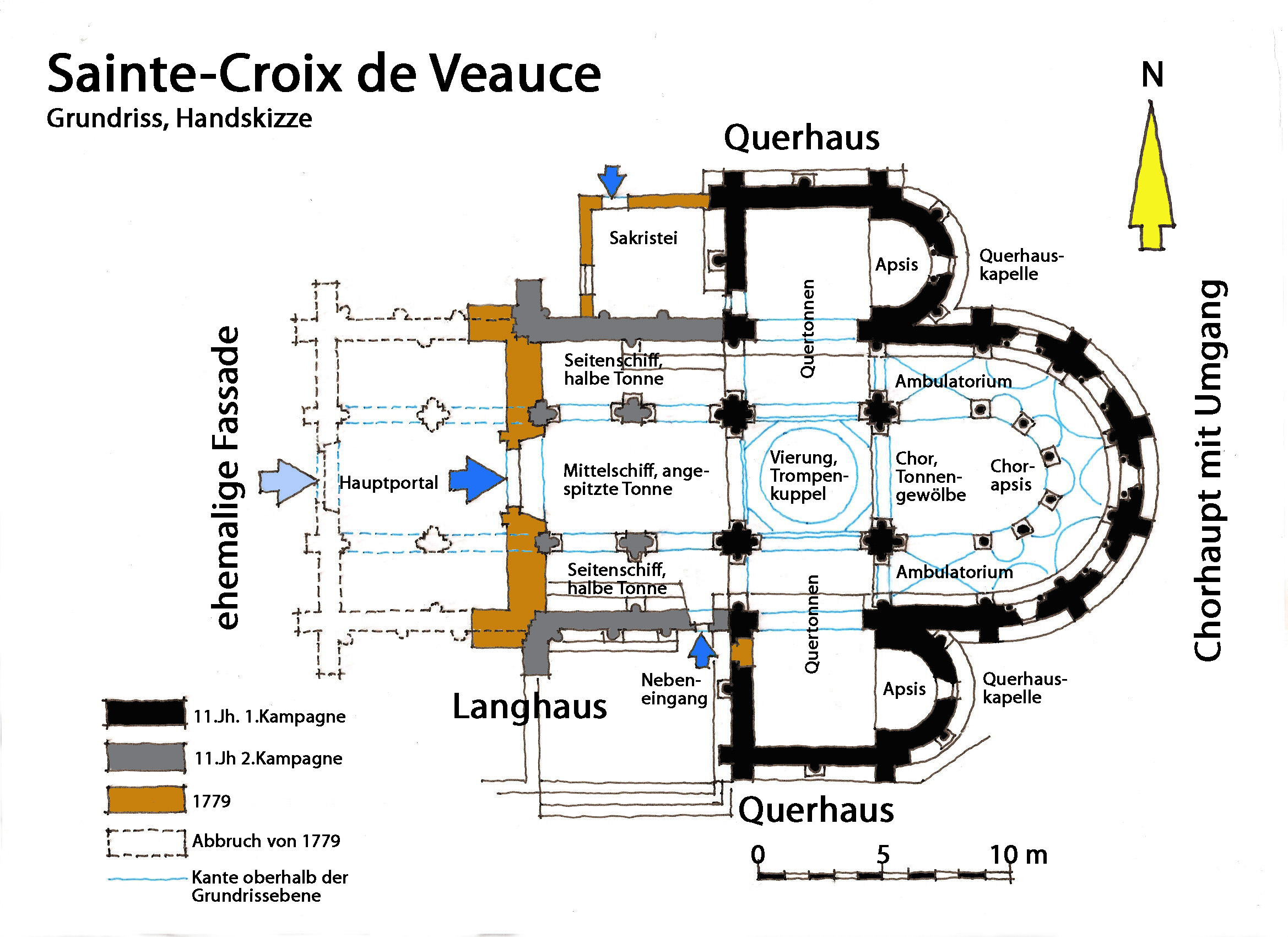
Ste-Croix de Veauce, Grundriss, Handskizze

(ungefähre Maße, aus der Skizze gemessen und hochgerechnet, ohne Pfeilervorlagen)
- Gesamtlänge innen, heute: 22,5 m, im 11. Jh.: 30,5 m
- Gesamtlänge außen, heute: 24,5 m, im 11. Jh.: 32,0 m
- Langhaus Innenlänge, heute: 7,3 m, im 11. Jh.: 15,0 m
- Langhausbreite, innen: 10,5 m, außen: 12,5 m
- Mittelschiffbreite (zwischen den Scheidewänden): 4,4 m
- Querhauslänge, innen: 21,5 m, außen: 23,0 m
- Querhausbreite innen: 4,9 m
- Chorbreite: 4,4 m
- Breite Chor + Umgang, innen: 10,4 m, außen: 16,4 m
- Chorlänge innen: 6,0 m
- Länge Chor + Umgang, innen: 10,0 m
- Höhe Mittelschiff, unter Gewölbescheitel: 12,3 m
- Höhe Chorarkaden: 6,9 m

### Äußere Erscheinung
Die Kirche Saint-Croix wurde fast vollständig mit großformatigen hellen Quadern aus Kalkwerkstein in regelmäßigem Verband gemauert. Lediglich auf den Wänden des Querhauses finden sich Mauerwerkspartien aus kleinformatigen Bruchsteinen in unregelmäßigem Verband, deren ehemaliger Verputz noch in Resten erhalten ist. Die nach Süden und Osten weisenden Bauglieder haben überwiegend eine hellgelbe bis orangefarbene Patina angesetzt. Hingegen finden sich auf nördlichen und westlichen Bauteilflächen hell- bis dunkelgraue Verwitterungsspuren.

#### Langhaus

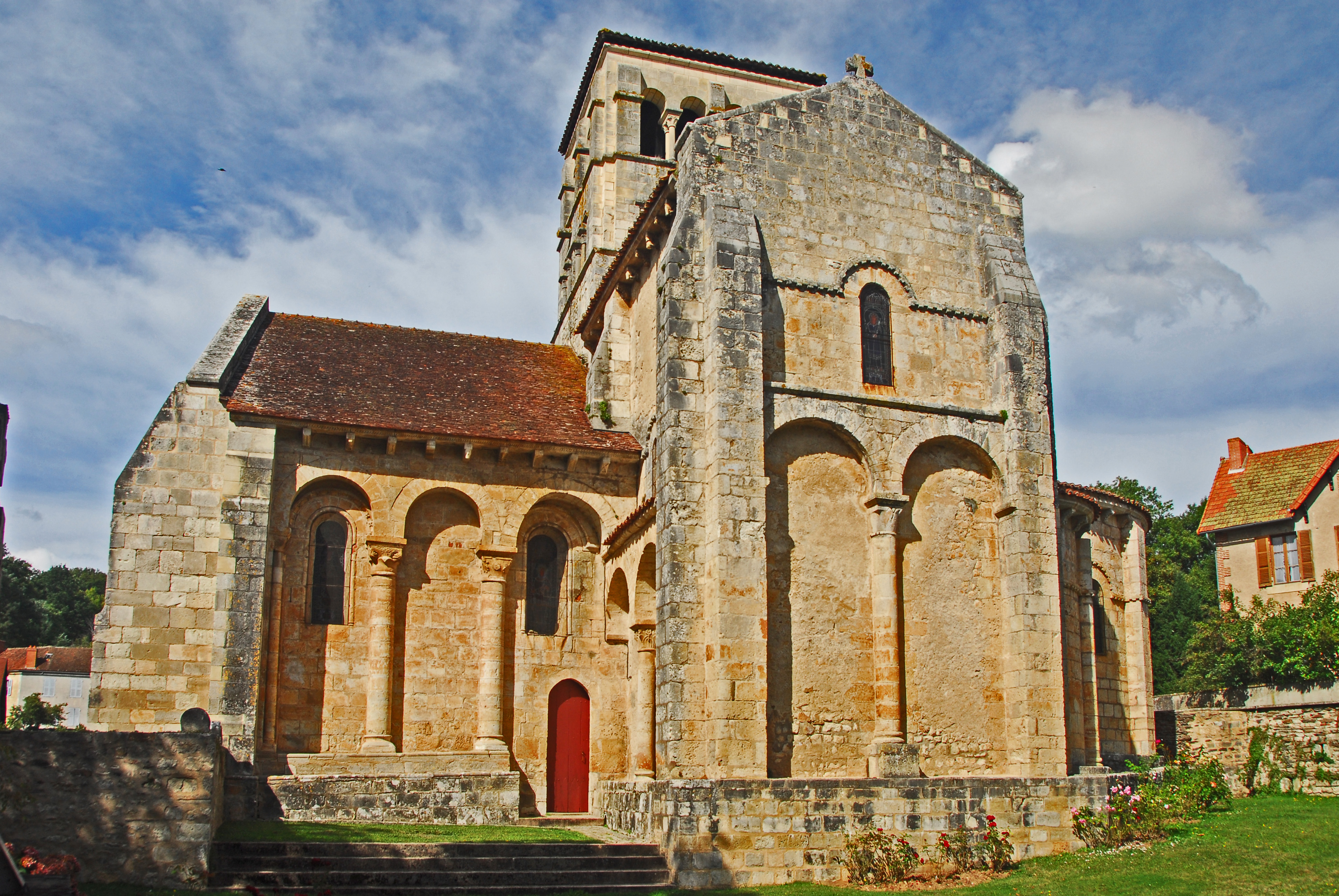
Lang- und Querhaus von S

Das heute erhaltene Langhaus ist seit 1779 nur noch halb so lang wie vorher. In ihm sind die beiden letzten Joche drei und vier des Ursprungsbauwerks erhalten. Es steht auf dem Grundriss eines Rechtecks, dessen lange Seiten quer zur Längsachse der Kirche verlaufen. Es wird in drei Schiffe unterteilt, das mittlere ist knapp doppelt so breit wie die Seitenschiffe. Sein Aufriss ist der einer Pseudobasilika, bei der das Mittelschiff zwar deutlich höher hinaufreicht als die Seitenschiffe, aber ohne durchfensterte Obergaden verbleibt und alle Schiffe unter einem gemeinsamen Satteldach mit etwa 30 Grad Neigung unterbringt.
Das Dach ist mit roten Hohlziegeln in römischem Format eingedeckt, die auch Mönch-Nonnen-Ziegel genannt werden. Die Ausladung der Traufen ist beträchtlich. Die spitz auslaufenden Sparrenenden des Dachstuhls liegen auf der Südseite auf kräftigen waagerechten Gesimsplatten, deren äußere Sichtseiten mit einem Schachbrett- und Zahnfries geschmückt sind, über die die Traufziegel knapp auskragen. Das Regenwasser kann hier ohne Dachrinnen frei abtropfen. Die Platten werden getragen von ebenso weit ausladenden Kragsteinen, teilweise als Hobelspankragsteine, andere mit figürlichen Skulpturen dekoriert sind. Auf der Unterseite der Gesimsplatten sind breitflächige geometrische Motive in Kreisen eingearbeitet, wie etwa Blütenblätter, Rosetten, Sonnen, Spiralen, flache Rauten. Ihr Relief ist aber kaum noch wahrnehmbar. An der nördlichen Traufe fehlen alle Dekorationen der Gesimsplatten und Kragsteine, die hier äußerst schlicht gestaltet sind.
Die Wände der Seitenschiffe verraten nicht, wie sonst üblich, die innere Jochteilung gegenüber den Pfeilern und/oder Gurtbögen der Gewölbe. Es handelt sich hier um die ehemaligen Joche drei und vier. Sie werden an ihren Ostenden von gut 1,5 Meter ausladenden rechteckigen Strebepfeilern begrenzt, die ursprünglich in Verlängerung der inneren Teilung der Joche zwei und drei standen. Ob diese Pfeilern ehemals inneren Gurtbögen gegenüberstanden ist nicht zu erkennen, aber durchaus wahrscheinlich. Sie reichen hinauf bis unter die Traufgesimsplatten, sind in Neigung der Dächer oberseitig abgeschrägt und dort mit Platten abgedeckt, die von Kämpferprofilen abgeschlossen werden. Vermutlich gab es solche oder ähnliche Strebepfeiler in Verlängerung der ehemaligen westlichen Fassadenwand.
Im Gegensatz zur inneren Gliederung in zwei Joche werden die Außenseiten dieser Wandabschnitte der Seitenschiffe. zwischen den westlichen Querhauswänden und den vorgenannten Strebepfeilern, mit drei hohen untereinander fast gleich breiten Blendarkaden ausgefüllt, mit Nischentiefen von knapp einem halben Meter. Die Bogenscheitel reichen bis gut 50 Zentimeter unter die Kragsteine des Traufgesimses. Die halbkreisförmigen Bögen mit rechtwinkligen (scharfen) Kanten stehen untereinander vereinigt auf zwei kräftigen dreiviertelrunden Säulen, die mit stilisiertem Blattwerk skulptierten Kapitellen, profilierten Kämpferplatten und Basen, und mit rechtwinkligen Plinthen ausgestattet sind. Der Bogen neben dem Strebepfeiler steht pfeilerseitig auf einer schlanken halbrunden Säule mit der gleichen Ausstattung. Der Bogen neben der Querhauswand steht auf einem vorspringenden Wandabschnitt dieser Wand der von Zwillingsarkaden getragen wird (siehe Abschnitt Querhaus). Die drei Säulen der Südseite stehen auf einem aus der Wand vortretenden durchlaufenden Sockel, dessen Oberkante gut einen Meter über der Schwelle der Tür in der dritten Blendarkade liegt und der knapp hinter der dritten Säule endet. Er ist im unteren Bereich knapp einen Meter dick, oberhalb der einfachen Abstufung nur noch zirka 50 Zentimeter. Am Fuß des Sockels stößt das leicht geneigte Geländeniveau der näheren Umgebung an. Auf der Nordseite des Langhauses fehlt dieser Sockel. In den beiden äußeren Blendarkaden sind in der oberen Hälfte schlanke rundbogige Fenster ausgespart, das in der dritten Arkade ist leicht aus ihrer Achse nach Westen versetzt. Die Gewände der Fenster sind nach außen hin aufgeweitet. Die Gewändekanten sind seitlich und oben durch kleine rechtwinklige Rückversätze gebrochen, in die durchlaufende schwache Rundstäbe eingefügt sind. In der dritten Blendarkade ist außermittig die rundbogige Türe eines Nebeneingangs ausgespart, mit deutlichem Versatz an den östlichen Arkadenrand.

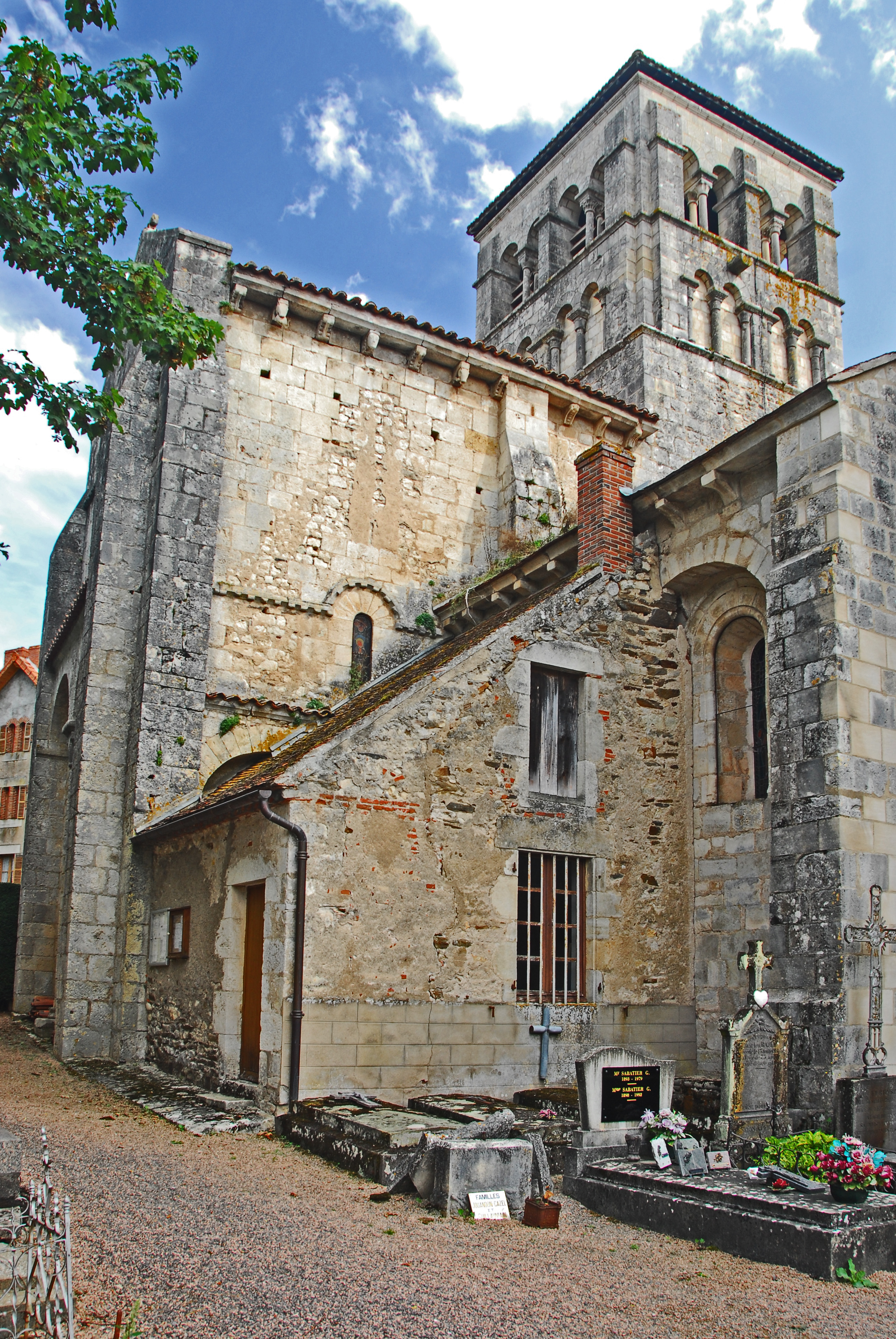
Nordseite mit Sakristei

Die Nordwand des Langhauses ist fast gänzlich verdeckt durch den Anbau einer Sakristei in der Moderne. Der leicht rechteckige Grundriss ist in den Winkel zwischen Langhaus und nördlichem Querhausarm eingefügt und wird von einem um etwa 45 Grad geneigten Pultdach überdeckt, das mit seinem First unter die Kragsteine der Langhaustraufe hinaufreicht. Seine knapp auskragende Traufe liegt knapp unter der Brüstungshöhe des noch verbliebenen einzigen Fensters des Langhauses. Das Dach ist mit roten flachen Biberschwanzschindeln eingedeckt und wird über eine Hängedachrinne entwässert. Am Pultdachfirst ragt neben der Westwand ein Schornstein aus Ziegelsteinen auf, der bis über die Traufe des Langhauses geführt ist.
Die Sakristei wird erschlossen über eine rechteckige Tür in der Nordwand. Auf der Westwand der Sakristei sind zwei übereinander angeordnete rechteckige Fensteröffnungen ausgespart, die untere ist etwas größer als die obere, die sich in eine Art Speicherraum öffnet.
Der verbleibende Abschnitt der Nordwand des Langhauses zeigt etwa zwei Drittel der ersten Blendarkade dessen Bogen pfeilerseitig auf der oben beschriebenen schlanken Säule steht. Nach der Grundrissskizze der Kirche müssen die nächsten beiden Blendarkaden im Innern der Sakristei noch erhalten sein, wie auch die Zwillingsblendarkaden auf der Westwand des nördlichen Querhausarms.
Das Langhaus wird seit 1779 im Westen zwischen den ehemaligen Jochen zwei und drei mit einer kräftigen knapp 1,50 Meter dicken Giebelwand verschlossen. Die außenseitigen 50 cm dieser Wand überragen die Dachflächen des Langhauses in gleicher Neigung nur geringfügig und sind mit flachen, nur zum Dach auskragenden Platten abgedeckt. An den Enden der Giebelwand, die die Traufen überdecken, stehen wuchtige Strebepfeiler, die im unteren Bereich einen Querschnitt von etwa 1,4 Meter zum Quadrat aufweisen. Sie reichen bis zu den unteren Enden der Giebeloberseiten hinauf, treten etwa in halber Höhe außenseitig etwas zurück und sind an ihren oberen Enden auswärts steil abgeschrägt.

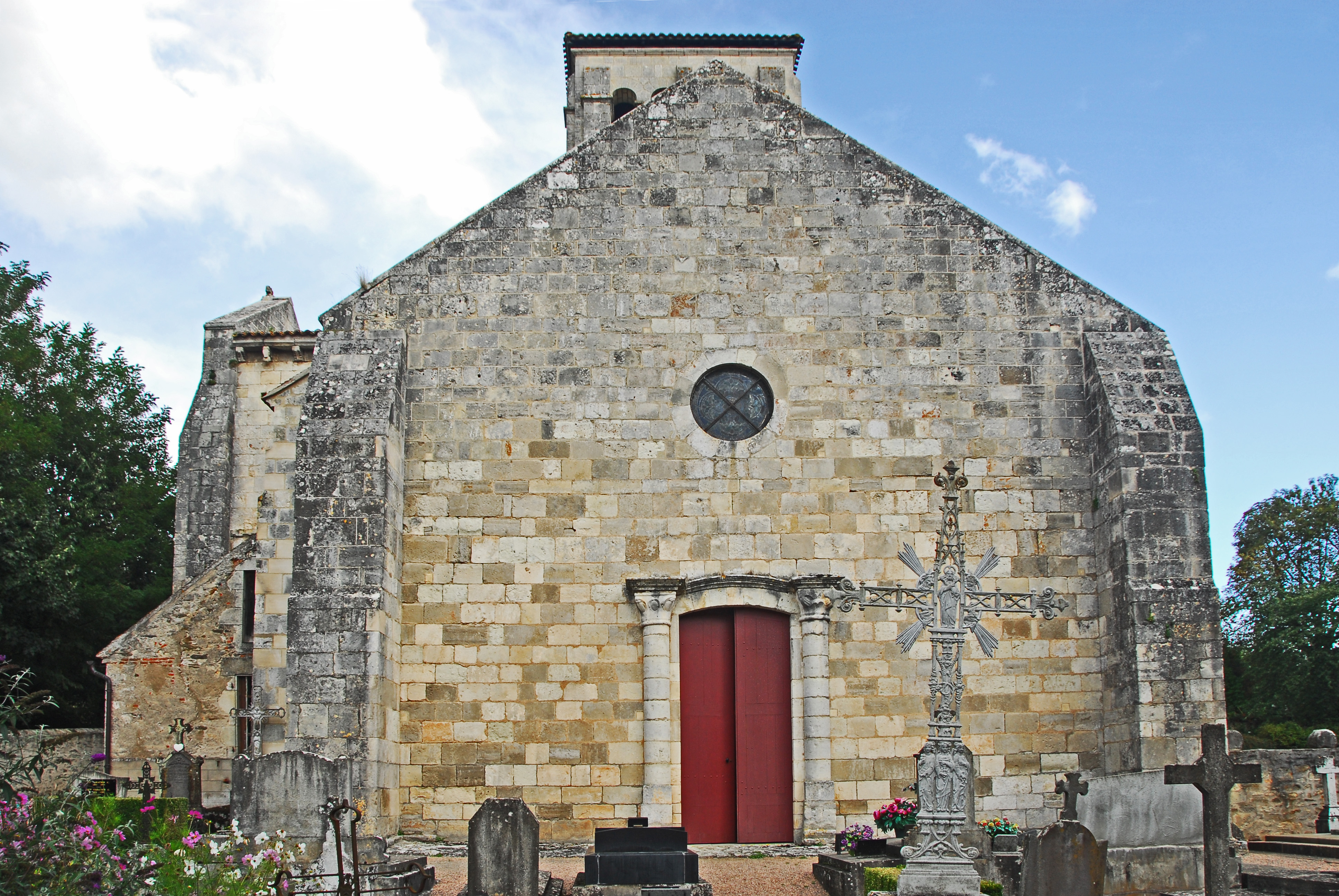
Ersatzfassade von W

Die Wahl einer so massiven Konstruktion des neuen Langhausabschlusses lässt heute darauf schließen, dass damals die ersten beiden Joche des Langhauses wegen statischer Problemen des Baugrundes einzustürzen drohten und deshalb vorsorglich abgebrochen werden mussten. Das Baumaterial der Giebelwand wurde wahrscheinlich dem Abbruch entnommen.
Das neue Hauptportal wird von einem Stichbogen aus leicht gekrümmten Bogensteinen überdeckt. Es wird beidseitig mit etwas Abstand flankiert von dreiviertelrunden Säulen, die mit pflanzlich skulptierten Kapitellen und profilierten Kämpferplatten ausgestattet sind. Sie stehen auf rechteckigen kniehohen Sockeln. Die Säulen stammen sehr wahrscheinlich von den Blendarkaden der abgebrochenen Wandabschnitte des Langhauses. Zwischen den Kämpfern werden die Bogensteine mit einem gleich profilierten Kragprofil überfangen. Über dem Hauptportal, in Höhe der Abschrägungen der Strebepfeiler ist ein kreisrundes Ochsenauge – auch Oculus genannt – mit etwa einem Meter Durchmesser ausgespart, das von oberflächenbündigen Bogensteinen eingefasst wird.

#### Querhaus mit Vierungsturm
Entgegen der sonst in der Limagne üblichen Querhausgestaltung, hat der Baumeister hier beträchtliche Vereinfachungen vorgenommen, und vor allem auf das massif barlong, mit den Gewölbeabstufungen und Schwibbögen verzichtet.
Das Querhaus tritt mit seinen Armen gegenüber den Außenwänden des Langhauses und dem Chorumgang beidseitig um je etwa 5,6 Meter hervor, ohne die Pfeilervorlagen. Der Querhausgrundriss besteht aus der fast quadratischen Vierung, an die beidseitig die Vierungsseitenschiffe und die gleich hohen Querhausarme anschließen, deren Ost- und Westwände in Verlängerung der betreffenden Vierungswände stehen. Die Seitenschiffe und Querhausarme werden jeweils gemeinsam von einem Satteldach mit etwa 30 Grad Neigung überdeckt, dessen Traufen etwa auf Höhe des Langhausfirstes liegen und dessen First knapp unter Oberkante des Vierungsturmsockels gegen ihn stößt. Die Dacheindeckung und Traufausbildung entspricht der des Langhauses. Die Kragsteine sind unterschiedlich gestaltet, unter anderem mit Tiermasken, grinsenden Fratzen und immer wieder mit Hobelspankragsteinen. Hervorgehoben wird als schönste Skulptur, der Kopf eines Fuchses, der in seinem Maul ein Brot hält, das mit einem Kreuz versehen ist. Es findet sich am äußeren Ende des Gesimses auf der Westseite des nördlichen Querhausarms.
Die Ortgänge der Giebelwände der Querhausarme reichen oberseitig in gleicher Neigung über deren Dächer etwas hinaus. Sie sind mit flachen Platten abgedeckt, die nur dachseitig etwas auskragen, und an ihren unteren Enden mit Kämpferprofilen abgeschlossen werden. Den Ortgangfirst bekrönt ein steinernes Kreuz in Art eines „Tatzenkreuzes“ des Templerordens.
Auf den äußeren senkrechten Kanten der Querhausarme stehen in Längs- und Querrichtung weisende Strebepfeiler mit Querschnitten von etwa 80 Zentimetern zum Quadrat, die bis etwa zwei Meter unter den vorgenannten Kragprofilen hinaufreichen. Ihre Oberseiten sind auswärts steil abgeschrägt. Oberhalb dieser Pfeilerabschlüsse sind die Giebelwände so breit, dass sie die Traufenenden gerade verdecken. Sie werden zwischen den Strebepfeilern horizontal etwa in Höhe der Langhaustraufen in zwei Geschosse unterteilt, und zwar auf der Südseite mit einem Wandvorsprung der von flachen Steinplatten abgedeckt wird, die nach außen abgeschrägt sind und leicht auskragen. Auf der Nordseite ist der Vorsprung mit einem Streifen von roten Hohlziegeln eingedeckt, wie er auf den Dachflächen zu finden ist.
Das Erdgeschoss wird von zwei Blendarkaden dekoriert, deren halbkreisförmige Bögen mit scharfen Bogenkanten vereint auf einer dreiviertelrunden Säule stehen, die wie die Säulen am Langhaus ausgestattet sind, statt aber auf Plinthen steht die Basis auf einem etwa einem halben Meter hohen quadratischen Sockel. Im Bogenbereich ist die Arkadennische etwa 50 Zentimeter tief. Die Bogenscheitel befinden sich gerade mal eine Breite der Keilsteinbögen unter dem geschossteilenden Versatz. Die Bogenlaibungen gehen außenseitig in die Pfeilerseiten über, deren Anfänge sind mit Kämpferprofilen markiert. Im Obergeschoss ist genau mittig, knapp über dem vorgenannten Versatz, je ein schlankes rundbogiges Fenster ausgespart. Sein Keilsteinbogen wird außen von einem Kragprofil mit einfachem Rollenfries überfangen, das in Höhe der Bogenansätze waagerecht abschwenkt und bis gegen die Pfeilerseiten geführt ist.
Auf den Westwänden des Querhauses ragen oberhalb der Langhausdächer Strebepfeiler bis unter das Traufgesims hinauf, die in Verlängerung der Gurtbögen stehen, die die Gewölbe der Querschiffarme von denen der Seitenschiffe der Vierung trennen. Sie sind nach unten hin sehr steil auswärts abgeschrägt und gehen unterhalb der Langhaustraufen in die hier anstoßenden Langhausaußenwände über. Auf den Ostwänden gibt es an gleicher Stelle ebenfalls Strebepfeiler, die sich aber nicht nach unten verbreitern. Sie gehen unterhalb der Dachflächen des Chorumgangs in dessen Wände über.
Die Westwände der Querhausarme sind zwischen den Langhausaußenwänden und den äußeren Strebepfeilern horizontal wieder in zwei Geschosse unterteilt, allerdings deutlich tiefer, als auf den Giebelwänden. Der geschossteilende Vorsprung liegt etwa in Höhe der Kämpfer der Blendarkaden der Langhausaußenwände, der mit ausladenden Gesimsplatten und die wiederum von roten Hohlziegeln schräg abgedeckt sind. Das Erdgeschoss wird wieder dekoriert mit zwei Blendarkaden, die denen der Giebelwände entsprechen, deren Säule aber deutlich kürzer ist. Auch ihre quadratische Konsole fehlt hier. Knapp über dem geschossteilenden Versatz gibt es wieder ein rundbogiges Fenster, ab deutlich kleiner, fast schon schlitzartig, welches von dem gleichen Kragprofil mit Rollenfries überfangen und waagerecht bis gegen die Strebepfeiler geführt wird. Auf der Westwand des nördlichen Querhausarms sind die Blendarkaden, bis auf einen kleinen Anschnitt eines Steinbogens, hinter dem Anbau der Sakristei verschwunden.
In den Quellen werden die doppelten Blendarkaden auf den Westseiten der Querhausarme als Besonderheit von Veauce herausgestellt.
Auf den Ostseiten der Querhausarme sind Kapellen angebaut, über denen die gleichen Fensterschlitze wie gegenüber angeordnet sind. Die Kapellen werden im Abschnitt „Chorhaupt“ behandelt.
Der ganze Querhausbereich auf der Südseite der Kirche steht mit seinen Pfeilervorlagen und Säulenbasen auf einem umlaufenden Sockel, dessen Oberkante knapp einen Meter über der Türschwelle des Nebeneingangs, das heißt über dem Fußboden des Langhauses liegt.

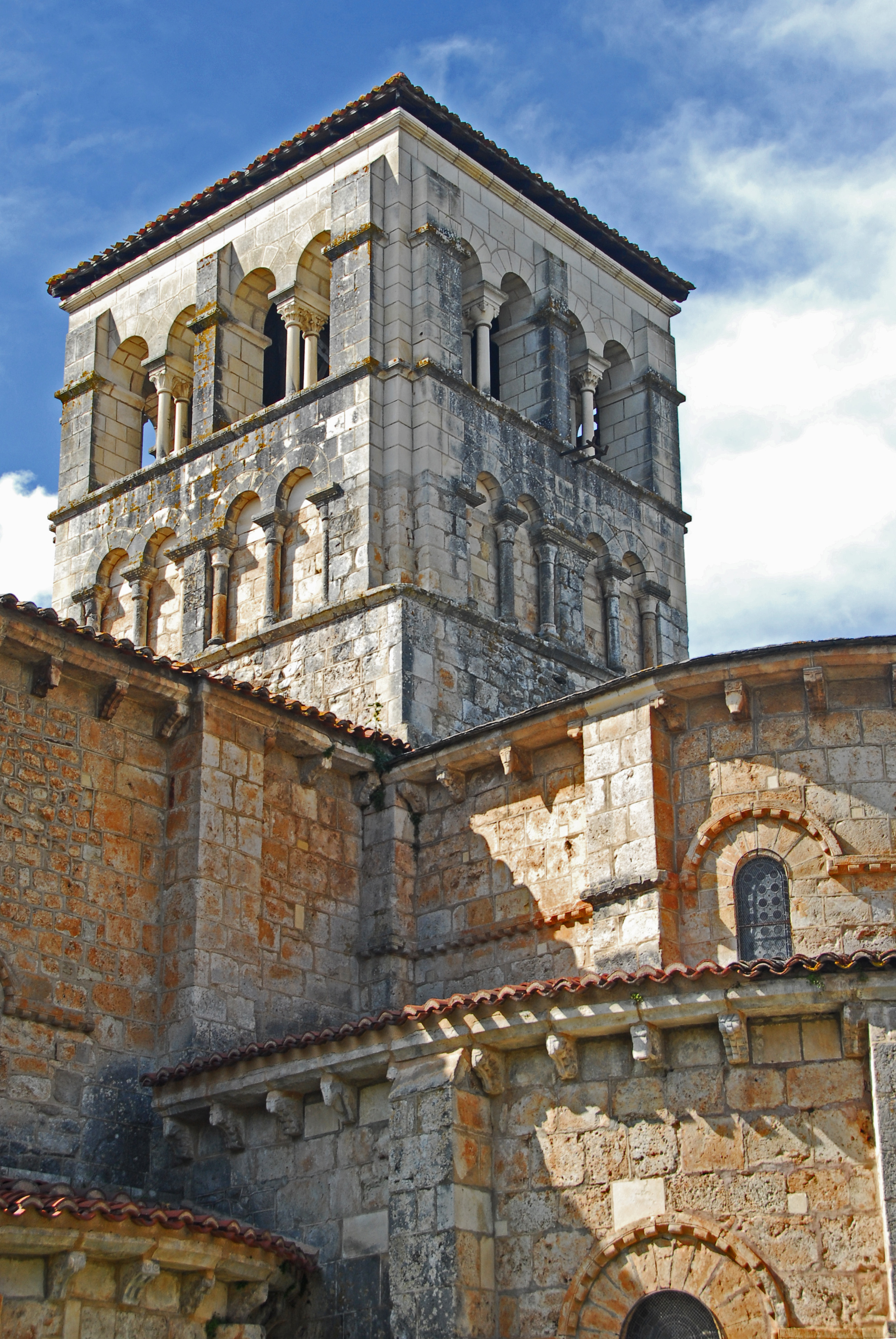
Vierungsturm von SO

Der zweigeschossige Vierungsglockenturm steht auf nicht ganz quadratischem Grundriss. Sein allseitig geschlossener Sockel ragt knapp über die Firste der Dächer des Querhauses und des Chors hinaus und wird oberseitig von einem weit ausladenden Kragprofil abgeschlossen, dessen untere Kante mit einer breiten Kehle gebrochen ist. In ihm verbirgt sich die Trompenkuppel der Vierung.
Das untere Geschoss ist weitgehend original erhalten, wurde aber Ende des 19. Jahrhunderts restauriert. Seine Wandoberflächen treten gegenüber denen des Sockels etwas zurück. Es wird oberseitig von einem Kragprofil abgeschlossen, das demjenigen über dem Sockel gleicht. Seine senkrechten Bauteilkanten werden durch kräftige Rückversätze auf jeder Wandseite gebrochen. Auf jeder Turmseite sind zwei Zwillingsblendarkaden eingelassen, die von einem schmalen Wandabschnitt getrennt und außenseitig von etwas breiteren Abschnitten begrenzt werden. Ihre Scheitel reichen auf etwa zwei Drittel der Geschosshöhe hinauf. Ihre scharfkantigen halbkreisförmigen Bögen stehen paarweise gemeinsam auf einem dreiviertelrunden Säulchen, das mit schlicht skulptierten Kapitellen, weit ausladenden profilierten Kämpfern und mit Basen ausgestattet ist. Die Bogenpaare stehen außen auf halbrunden Säulchen, die in Rückversätze der Wand eingestellt sind, und wie vorstehend ausgerüstet sind. Die Kämpferprofile reichen jeweils ein Stück auf die seitlichen Wandabschnitte. Auf der Westseite des Turms ist knapp unter dem oberen Kragprofil ein im Querschnitt U-förmiger Wasserspeier installiert, der offensichtlich die in dieser Höhe eingezogene Geschossdecke von eingedrungenem Schlagregen entwässern soll.
Das obere Geschoss ist etwa so hoch, wie das untere und wird oberseitig wieder von einem Kragprofil abgeschlossen, deren Sichtkante gerundet und in mehrere Rillen aufgelöst ist. Bündig mit der Wandoberfläche des unteren Geschosses werden drei Wandpfeiler bis knapp unter das oberste Kragprofil hochgeführt und oberseitig nach außen abgeschrägt. Die Pfeiler haben die gleiche Breite, wie die Wandabschnitte seitlich der Zwillingsblendarkaden im ersten Geschoss. An den Bauteilecken werden die Rückversätze des unteren Geschosses bis zu den Pfeilerabschlüssen übernommen. Die Wandoberfläche über den Arkaden tritt bis hin zum oberen Abschlussprofil um die Tiefe der Rückversätze zurück. Zwischen jeweils zwei Pfeilern öffnen sich Klangarkadenpaare in die Glockenstube, deren Durchlässe etwas größer sind, als die Blendarkaden darunter. Ihre Scheitel reichen auch hier bis auf etwa zwei Drittel der Geschosshöhe hinauf. Die Laibungen der Arkadenbögen stehen in ganzer Wanddicke paarweise gemeinsam auf zwei hintereinander angeordneten Säulchen, die mit pflanzlich skulptierten Kapitellen, profilierten Kämpfern und Basen ausgerüstet sind. Die äußeren Bogenlaibungen gehen in die senkrechten Laibungen der Pfeiler über. Ihre Bogenansätze sind mit Kämpfern markiert, deren Profile denen der Kämpfer über den Säulchen gleichen und sich um die Pfeiler herum fortsetzen.
Der Glockenturm wird von einem flach geneigten pyramidenförmigen Dach überdeckt, das mit roten Hohlziegeln wie bei den andern Dächern eingedeckt ist. Die dunkel gehaltenen Sparrenköpfe mit oberseitiger Traufschalung in gleicher Färbung liegen auf dem Kragprofil auf, über denen die Traufziegel leicht auskragen.

#### Chorhaupt mit Umgangschor und Querhauskapellen

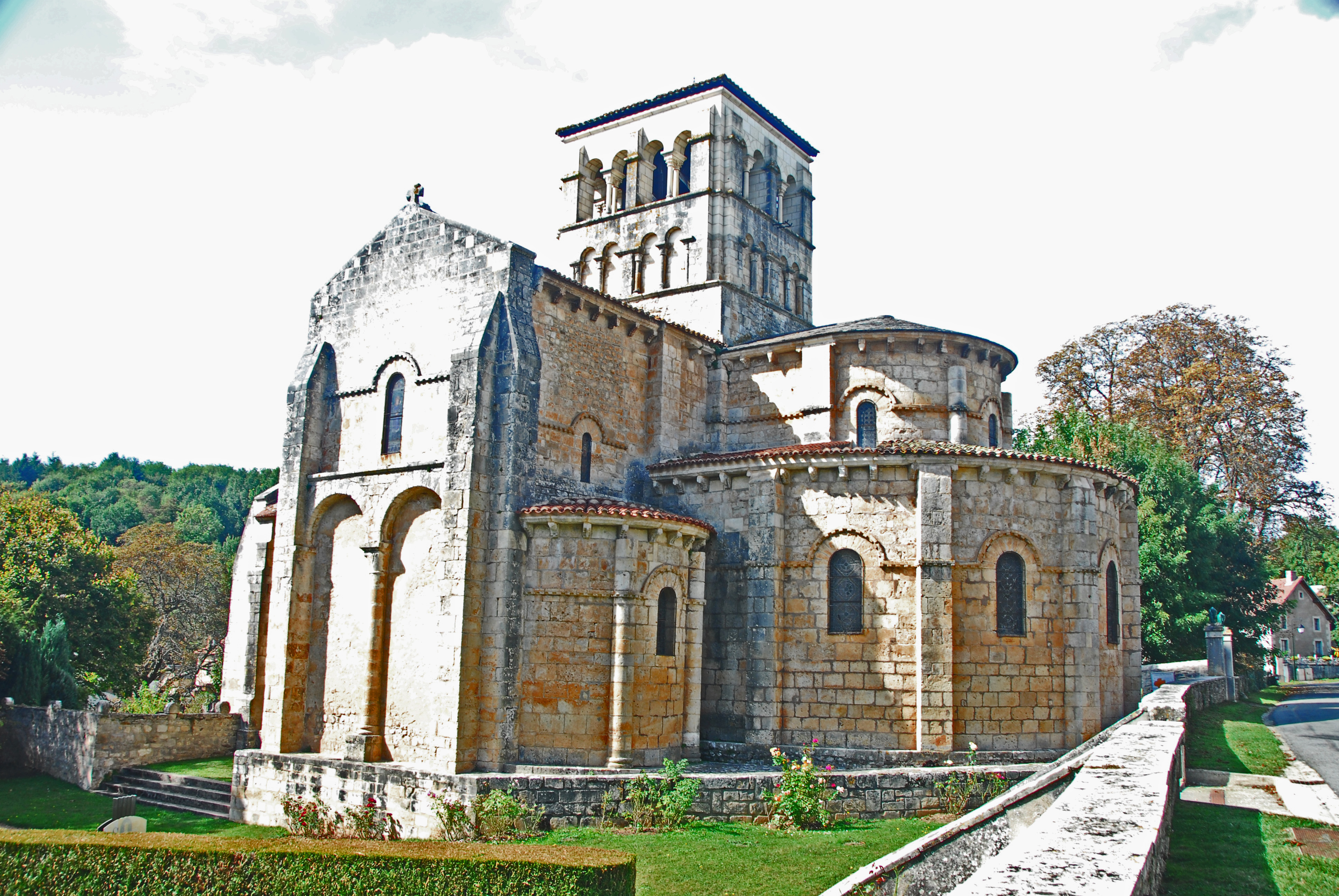
Chorhaupt und Querhaus von SO

Das Chorhaupt verzichtet auch wie das Querhaus durch das Fehlen des massif barlong auf einige charakteristische Elemente der auvergnatischen Auvergne, wie etwa Radialkapellen, Dächer überragende Giebel, Mosaikdekorationen (Inkrustationen), oder rechteckige Nischen mit Säulchen.
Auf den Steinquadern des Chorhauptes finden sich zahlreiche Steinmetzzeichen, vor allem die Buchstaben B und E.
Der Chor steht auf einem Grundriss aus einem Rechteck, an dessen geringfügig längere Seite ein Halbkreis anschließt, das heißt aus einem Chorjoch und einer Chorapsis. Er wird überdeckt von einem flach geneigten Satteldach, dass ohne Zäsur in die Rundung eines halben Kegeldachs übergeht. Das Dach wird eingedeckt wie die Dächer des Lang- und Querhauses. Seine Traufe liegt knapp unter denen des Querhauses und ist wie diese ausgebildet. Das gilt auch für die Skulptur der Kragsteine.
Die Wände des Chors ragen aus dem ihn umschließenden Pultdach des Chorumgangs weit hinaus. Die ebenen Wände des Chorjochs werden jeweils seitlich begrenzt durch einen im Querschnitt fast quadratischen halben Strebepfeiler im Winkel zwischen der Chor- und der Querhauswand, und apsisseitig von einem rechteckigen Strebepfeiler, der genau zwischen zwei Kragsteinen unter das Traufgesims stößt und mit dessen Sichtkante abschließt. Die gekrümmte Apsiswand wird von zwei halbrunden Säulen in drei Abschnitte unterteilt, die oben eine ganze Mauerschicht unter den Kragsteinen der Traufe enden. Sie stehen allerdings so, dass eine ehemalige Weiterführung der Säulen, an den Kragsteinen vorbei, bis unter das Gesims möglich gewesen wäre. Ein breites Kapitell hätte hier nicht gepasst. Es ist aber nicht unwahrscheinlich, dass die Säulen nie höher geführt waren. In den Wandabschnitten ist, unmittelbar auf dem Pultdachfirst aufstehend, je ein schlankes rundbogiges Fenster ausgespart, deren Keilsteinbögen außenseitig von einem Kragprofil mit einfachem Rollenfries umschlossen wird, das in Höhe der Bogenansätze waagerecht abknickt und über alle Pfeiler und Säulen hinweg geführt wird. Das Fenster im mittleren Abschnitt ist zentriert, das in den benachbarten Abschnitten deutlich in Richtung Chorjoch versetzt angeordnet.
Der Chorumgang umschließt konzentrisch die Chorapsis und das Chorjoch. Sechs fast quadratische Strebepfeiler stehen den inneren Säulen der Chorapsis radial gegenüber und reichen nach einer oberen Abschrägung bis unter das Traufgesims, wo sie genau zwischen zwei Kragsteine passen. Sie teilen die Außenwand des Umgangs in sieben Wandabschnitte, zwei ebene und fünf leicht gekrümmte. Die Pfeiler stehen auf einem umlaufenden Sockel, dessen Oberkante noch etwas höher liegt, als die des Sockels vor dem südlichen Querhausarm. Das umlaufende flach geneigte Pultdach ist eingedeckt wie der Chor. Die Ausbildung der Traufe entspricht ebenso der des Chors. Etwa mittig in den fünf gekrümmten Wandfeldern sind etwas größeren Fenster ausgespart, die den gleichen Dekor mit einem Kragprofil mit Rollenfries präsentieren, wie bei den Chorfenstern, welches um den ganzen Umgang geführt ist.
Die unmittelbar an den Chorumgang anschließenden Querhauskapellen weisen außen einen halbkreisförmigen Umriss auf, auf dem ihre Wände stehen. Sie werden von einem flach geneigten halben Kegeldach überdeckt, dass wie der Chor eingedeckt ist. Die Traufausbildung entspricht der des Chorumgangs, es werden aber ausschließlich Hobelspankragsteine eingesetzt. Die gekrümmten Wände werden von zwei halbrunden Säulen in drei Abschnitte unterteilt, von denen der umgangsseitige weitgehend von der Umgangswand verdeckt wird. Die Säulen stoßen unterseitig gegen einzelne Kragsteine und waren dementsprechend nie bis unter das Traufgesims geführt. Nur im mittleren Wandabschnitt der Kapellen ist je ein kleineres rundbogiges Fenster ausgespart. Sein Keilsteinbogen wird von dem gleichen Kragprofil mit Rollenfries überfangen, an den Enden waagerecht abgeschwenkt und um die ganze Kapellenapsis herumgeführt.

### Inneres

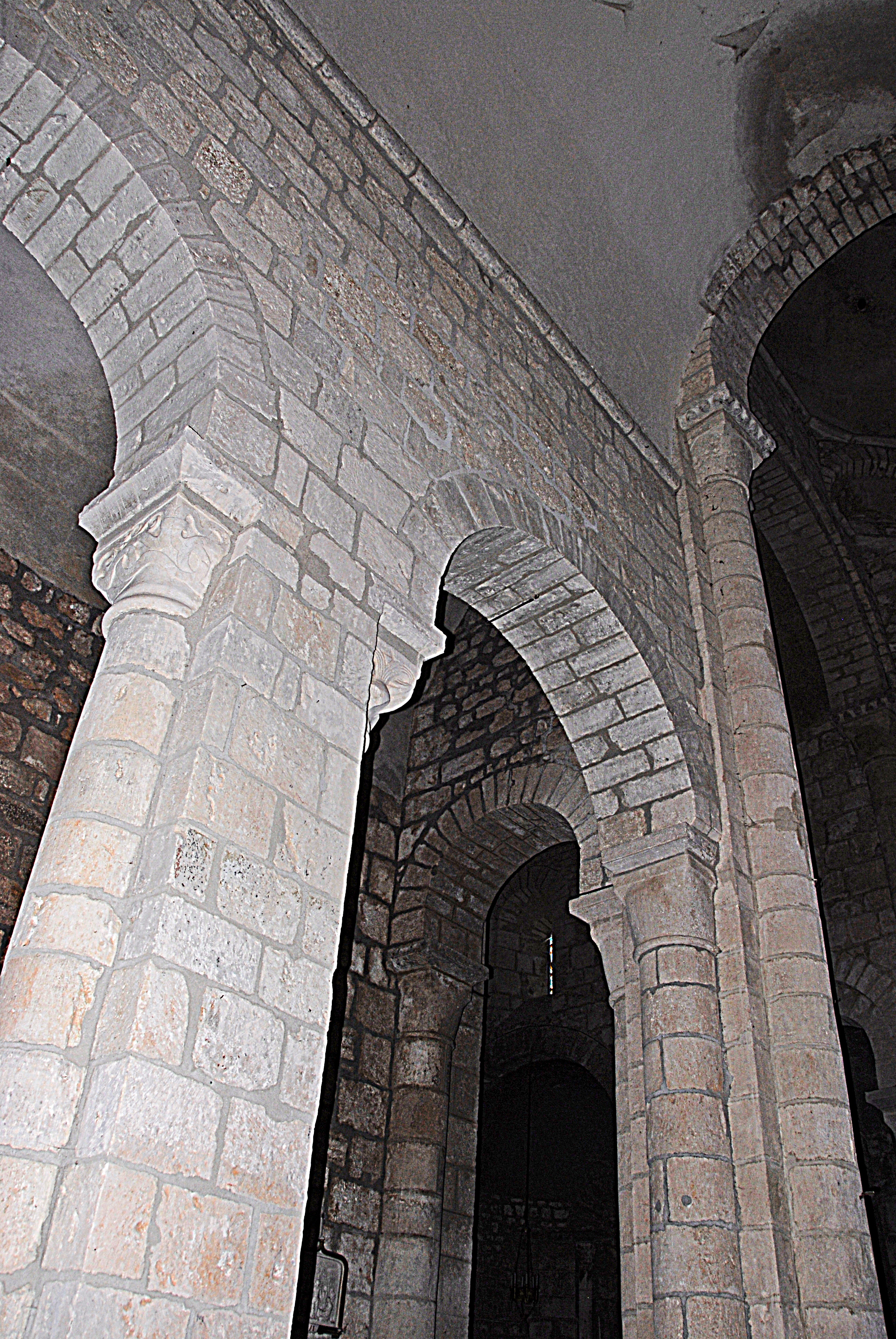
Mittelschiff, Nordseite

Im Inneren von Sainte-Croix fällt als erstes die starke Dunkelheit auf, selbst wenn die Sonne scheint. Besonders im Lang- und Querhaus wird mit Anzahl und Größe der Fenster gegeizt. Das Mittelschiff besitzt bis auf das kleine „Ochsenauge“ in der Westwand keine unmittelbare Durchfensterung und wird lediglich durch insgesamt drei kleine Fenster in den Seitenschiffen über relativ kleine Arkadenöffnungen indirekt belichtet. Auch die Vierung und deren Seitenschiffe kennen keine unmittelbare Fensterbelichtung. Die beiden einzelnen Fenster in den Querhausgiebelwänden sind weit entfernt.

#### Langhaus
Das Langhaus, beziehungsweise seine vom Ursprungsbauwerk erhaltene Hälfte, ist in drei Schiffe und zwei Joche gegliedert. Der pseudobasilikale Aufriss kennt keine durchfensterte Obergaden. Das Mittelschiff ist gut eineinhalb mal so breit, wie die Seitenschiffe und wird überdeckt von einem leicht angespitzten verputzten Tonnengewölbe ohne einen Gurtbogen zwischen den Jochen. Die Gewölbeansätze werden an den Längsseiten von einem Kragprofil mit viertelrunden Sichtseiten markiert. Dieses Gewölbe wird in den Quellen als „wahrscheinlich (im oberen Teil) umgebaut“ bezeichnet. Steinsichtige Spuren von dem ursprünglichen Gewölbe sind neben dem Arkadenbogen zur Vierung erhalten. Die Krümmung des jetzigen Gewölbes verläuft nicht konzentrisch mit der Bogenrundung.

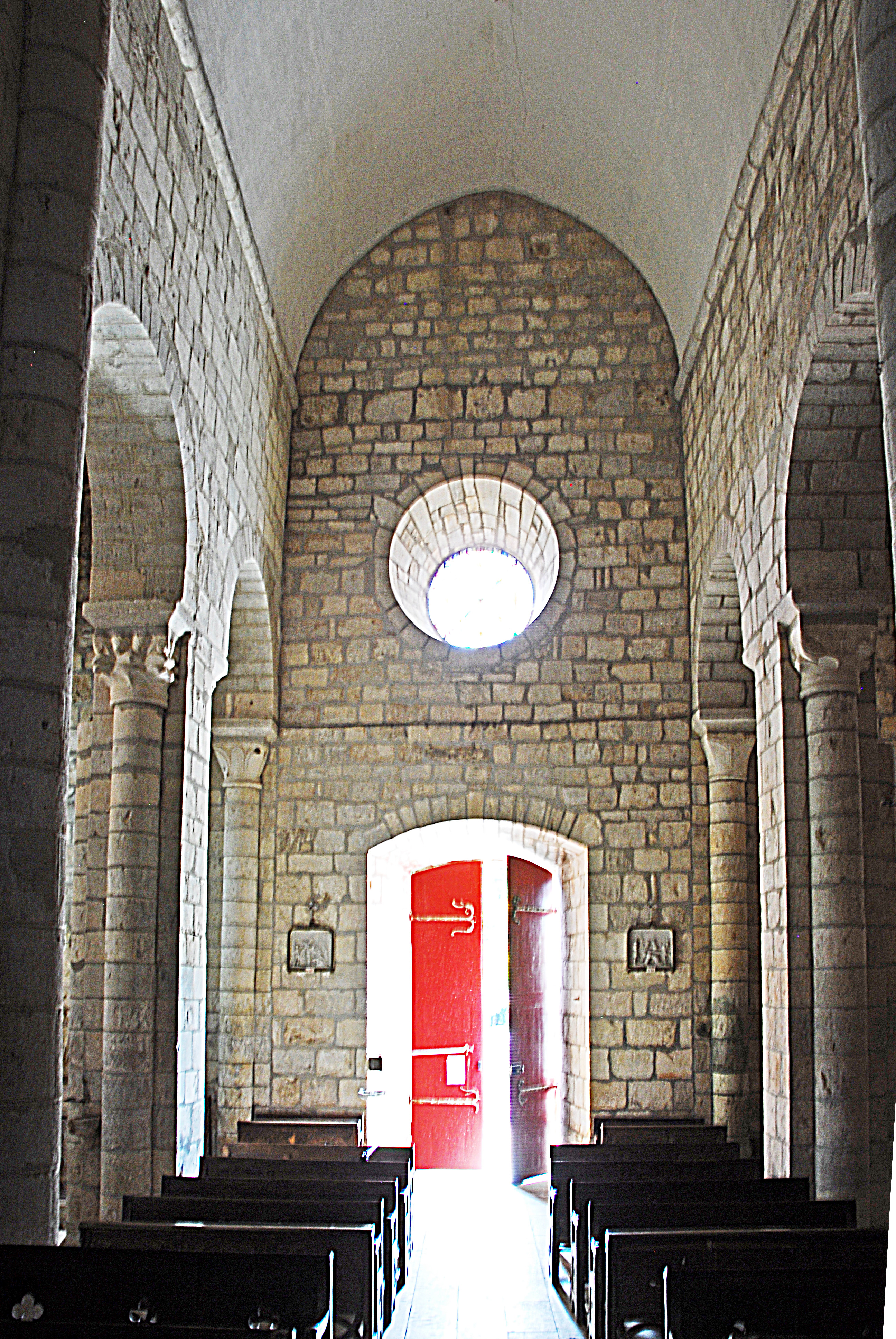
Mittelschiff, Westwand

Die Scheidewände zwischen den Schiffen sind etwa so dick, wie die Außenwände der Seitenschiffe und ruhen jeweils auf zwei rundbogigen Arkaden, deren Keilsteinbögen auf halbrunden alten Diensten stehen, die mit Kapitellen, die teilweise mit flachem Relief aus stilisiertem Blattwerk oder gar nicht dekoriert sind, kräftigen Kämpfern mit breit abgeschrägten Sichtkanten und profilierten Basen auf rechteckigen Sockeln ausgerüstet sind. Die quadratischen Pfeilerkerne zwischen den Arkaden sind beidseitig oberflächenbündig mit den aufgehenden Scheidewänden. Die querhausseitigen Dienste sind den Kernen der Vierungspfeiler vorgeblendet die etwas breiter sind, als die Scheidewände, die gegen sie stoßen. Die Dienste an der Westwand des Langhauses sind den Resten ehemaliger quadratischer Pfeilerkerne in Dimension der Scheidewände vorgeblendet, die aus der Westwand nur noch geringfügig vortreten.
Die Seitenschiffe werden von verputzten halben Tonnengewölben überdeckt ohne jochtrennende Gurtbögen. Dies ist umso erstaunlicher, als doch zu beiden Seiten halbrunde Dienste bereitstanden, sie zu unterstützen. Diese enden heute in der Höhe, wo sich die Unterkanten der anderen Kapitelle der Arkaden befinden. Dass Kapitelle und Gurtbögen je existiert haben, kann aller Wahrscheinlichkeit nach ausgeschlossen werden, da über den Diensten keinerlei Spuren von Kapitellen und Gurtbögen zu finden sind. Möglicherweise waren diese einmal geplant, haben sich aber später als nicht notwendig erwiesen und waren dementsprechend nie vorhanden.

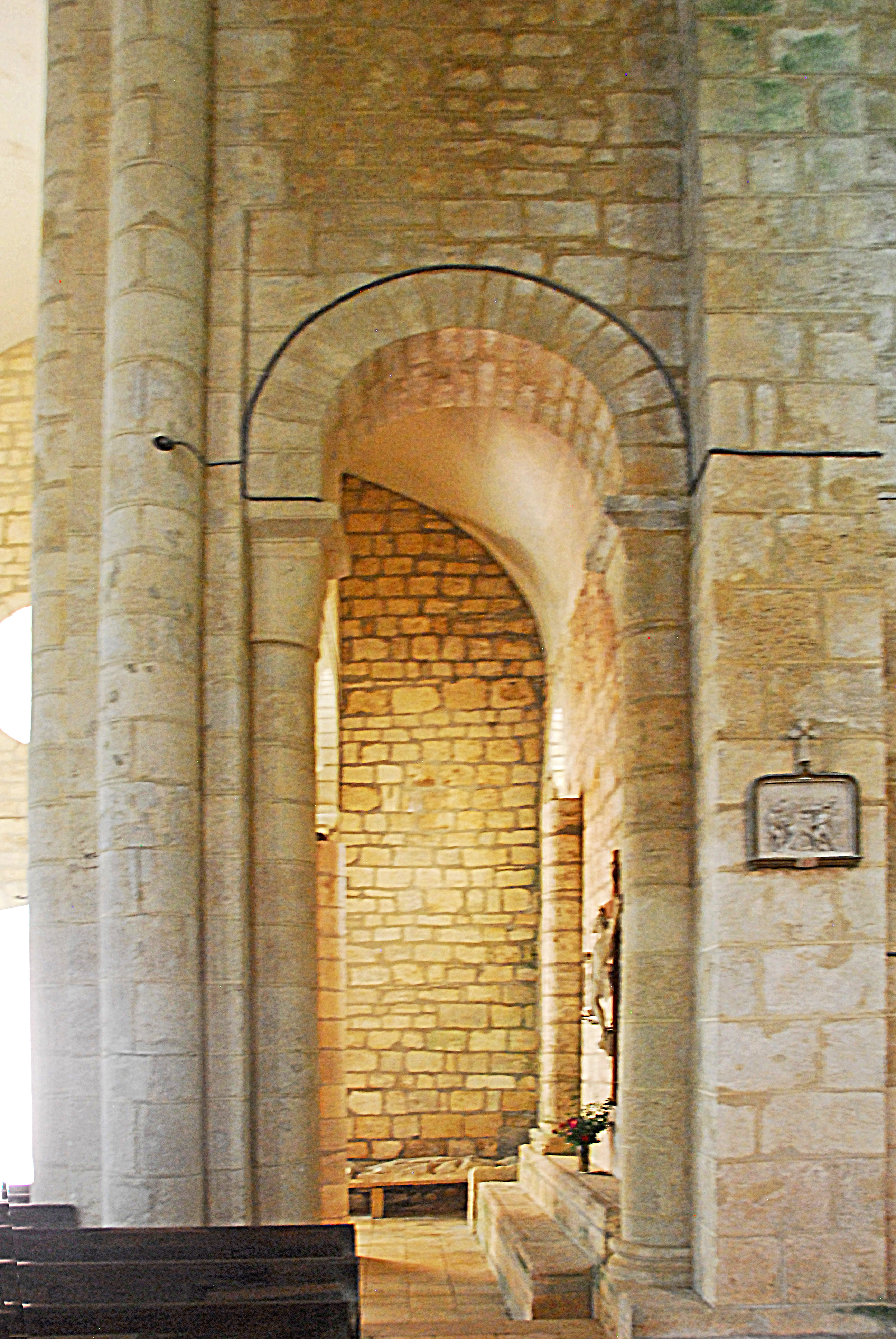
Nördliches Seitenschiff aus Querhau

An den längsseitigen Außenwänden der Seitenschiffe sind treppenartig einmal abgestufte Konsolen angeordnet, insgesamt knapp einen Meter hoch und zwei mal 50 Zentimeter ausladend, eine durchaus ungewöhnliche bauliche Einrichtung. Auf ihnen stehen die Dienste mit ihren Basen und Plinthen. Sie finden ihre Entsprechung im Chorumgang, an dessen Außenwänden eine Konsole mit den Maßen von etwa 50 × 100 Zentimeter umläuft, auf denen ebenso Dienste stehen. In den Quellen wird vermutet, dass die inneren zusammen mit den äußeren Konsolen konstruktive Befestigungen der Bauwerksgründungen hätten darstellen können. Da die Baumeister dieser Kirche sich offen für architektonische Neuerungen gezeigt haben, könnte man sich vorstellen, dass diese Konsolen, neben statischer Verstärkung, auch den Pilgern als willkommene Sitzgelegenheit angeboten werden konnten. Vielleicht aber konnten sie auch im Innern des Gebäudes als Ersatz der Kranzkapellen zum Ausstellungsort von Reliquien gedient haben. Noch heute finden sich dort aufgestellte Skulpturen, ein Kruzifix und zugehöriger Blumenschmuck.
In den seitlichen Außenwänden der Seitenschiffe sind nordseitig ein und südseitig zwei schlanke rundbogige Fenster ausgespart, deren Keilsteinbögen um eine Mauerschicht unter den Gewölbeansätzen hinaufreichen. Beim Anbau der Sakristei wurde das betroffene Fenster vermauert. Die Gewände sind allseitig nach innen aufgeweitet. In den seitlichen Gewändekanten sind großzügige Rückversätze eingelassen, in die schlanke Säulchen eingestellt sind, die mit schlicht geformten Kapitellen, profilierten Kämpfern und Basen ausgestattet sind.
In der nordwestlichen Ecke des nördlichen Seitenschiffs sind die Überreste eines gotischen Grabmals aufgestellt, das vermutlich vom benachbarten Friedhof stammt. Daneben werden skulptierte Steine mit Tierdarstellungen gezeigt, deren Ursprungsort nicht bekannt ist.
Die Westwand des Langhauses weist nur im Bereich des Mittelschiffs zwei zentrierte Öffnungen auf, mit knapp 1,50 Meter tiefen nach innen aufgeweiteten Gewänden. Es handelt sich um das zweiflügelige Hauptportal, das mit einem stichbogenförmigen Sturz überdeckt ist. Knapp zwei Meter darüber befindet sich die Unterkante des kreisrunden „Ochsenauges“, das von Keilsteinen rundum eingefasst wird.

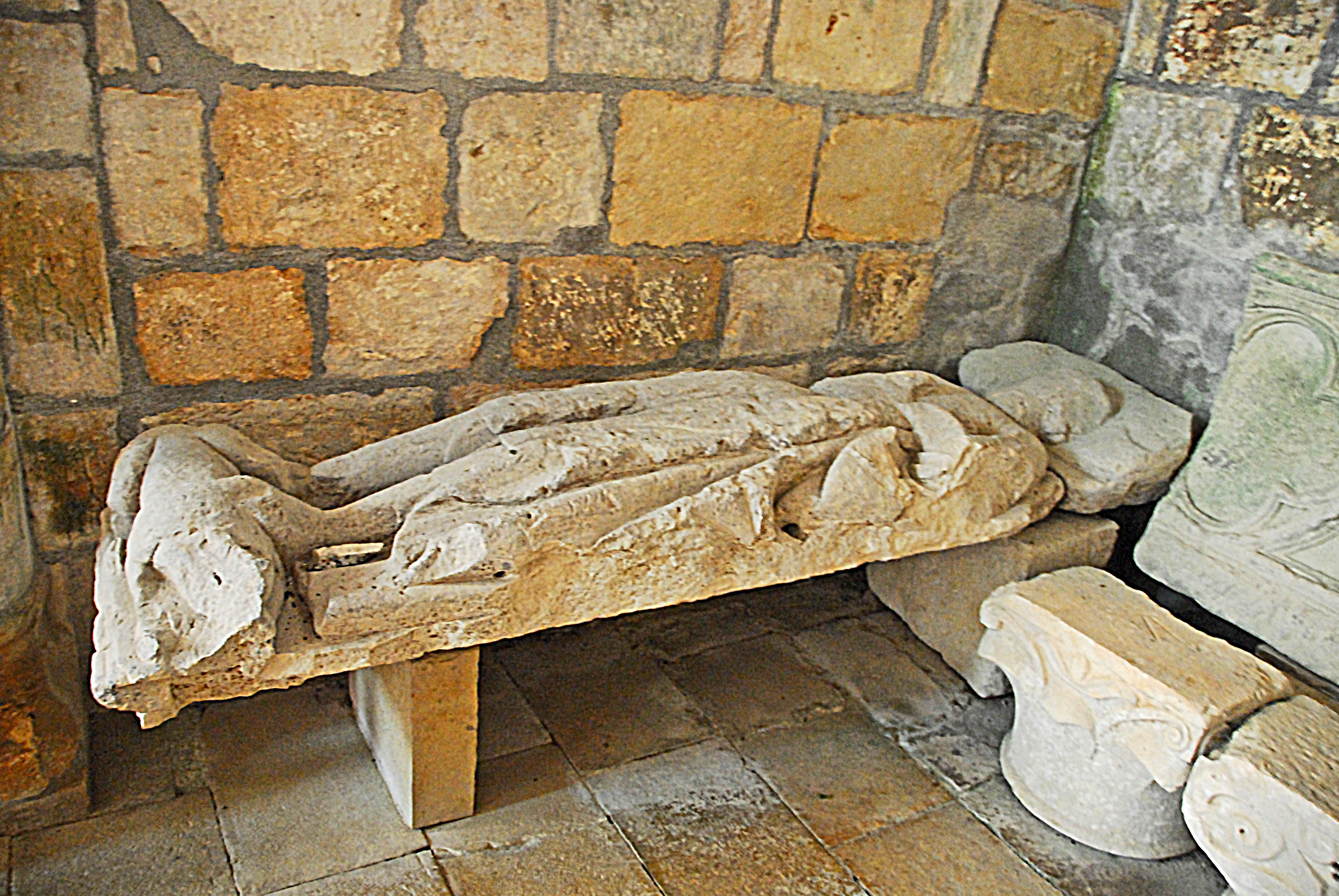
Gotisches Grabmal, im nördlichen Seitenschiff

Im Osten stößt das Langhaus gegen die Westwand des Querhauses. Im Mittelschiff öffnet sich die große Vierungsarkade, die den inneren Querschnitt des Mittelschiffs kaum noch einengt. Auf den knapp gegenüber den Scheidewänden vortretenden quadratischen Pfeilerkernen sind alte halbrunde Dienste vorgeblendet, die bis zu den Kragprofilen in Höhe der Gewölbeansätze hinaufreichen. Sie werden bekrönt von schlicht gestalteten Kapitellen und weit ausladenden kräftigen Kämpferplatten, deren Sichtkanten mit einem Hochrelief dekoriert sind, aus einer Reihe von ineinander verschlungenen, stark hervortretenden Scheibchen, abwechselnd horizontal und vertikal angeordnet. Dieses Motiv findet sich auch am Portal von Saint-Léger d'Èbreuil und in einige benachbarten Kirchen. Auf den Kämpfern steht ein Rundbogen aus Keilsteinen, der auf der Vierungsseite leicht abgestuft ist. Die Dienste stehen auf profilierten Basen und rechteckigen Sockeln.
Die Ostenden der Seitenschiffe öffnen sich mit rundbogigen Arkaden zu den Seitenschiffen der Vierung. Die leicht gestelzten Keilsteinbögen mit scharfen Kanten stehen auf halbrunden Diensten, die einseitig der Seitenschiffwand, andererseits dem Vierungspfeilerkern vorgeblendet sind. Sie sind mit Kapitellen, Kämpfern, Basen und Sockeln ausgestattet, die denen der Arkaden der Scheidewände gleichen und auf derselben Höhe angeordnet sind.
Galerie Langhaus

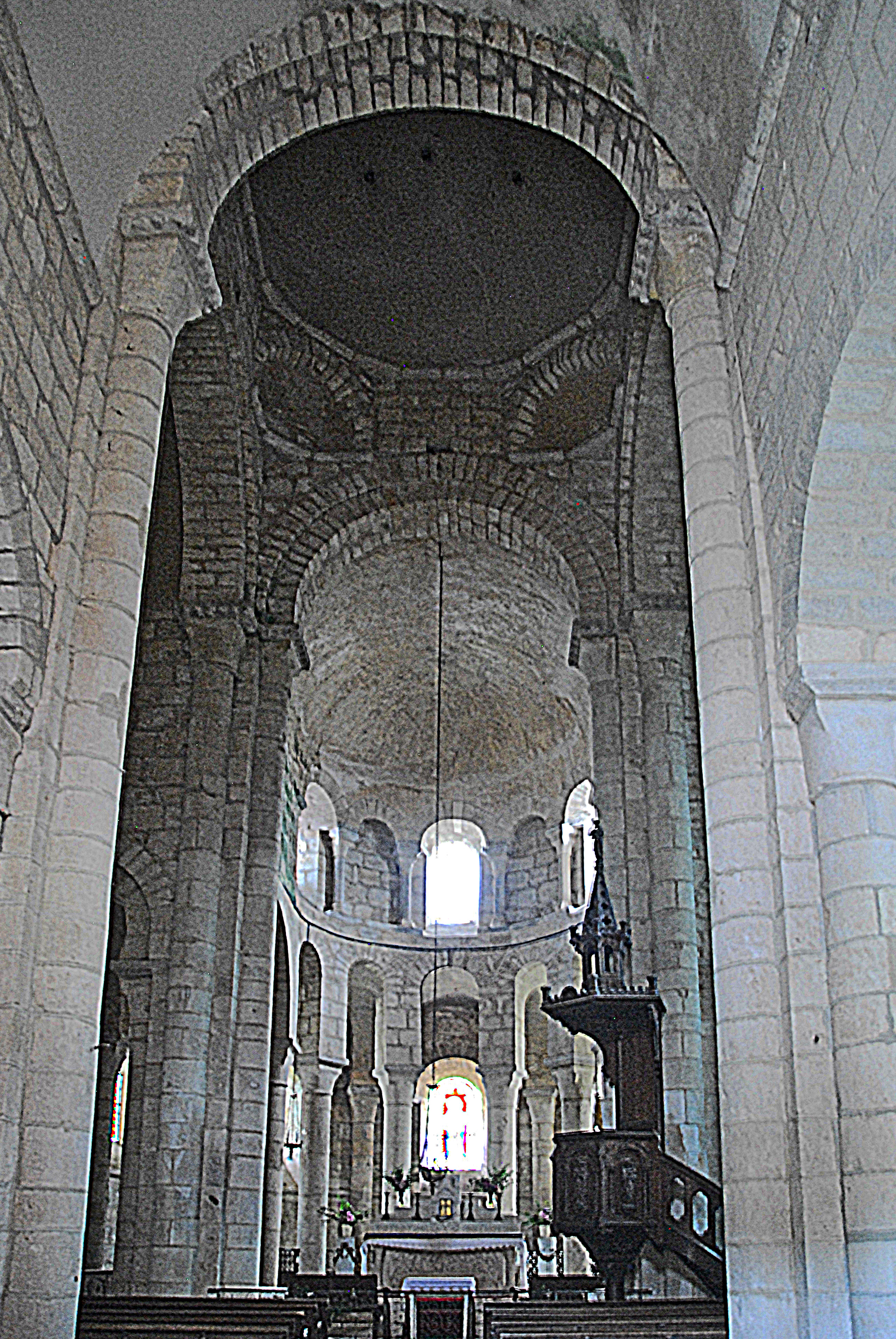
Vierung und Chor aus Mittelschiff
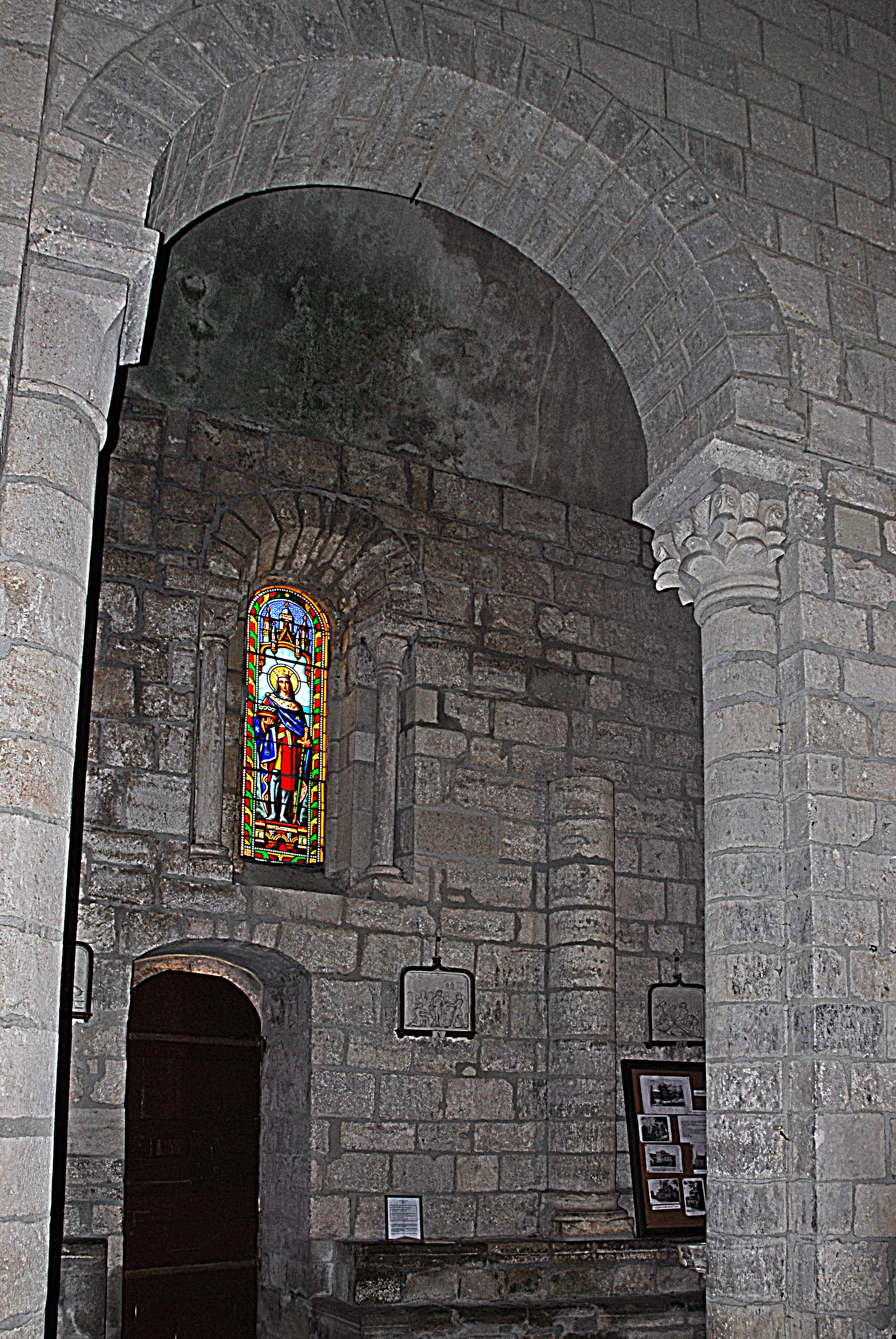
Südl. Seitenschiff aus Mittelschiff
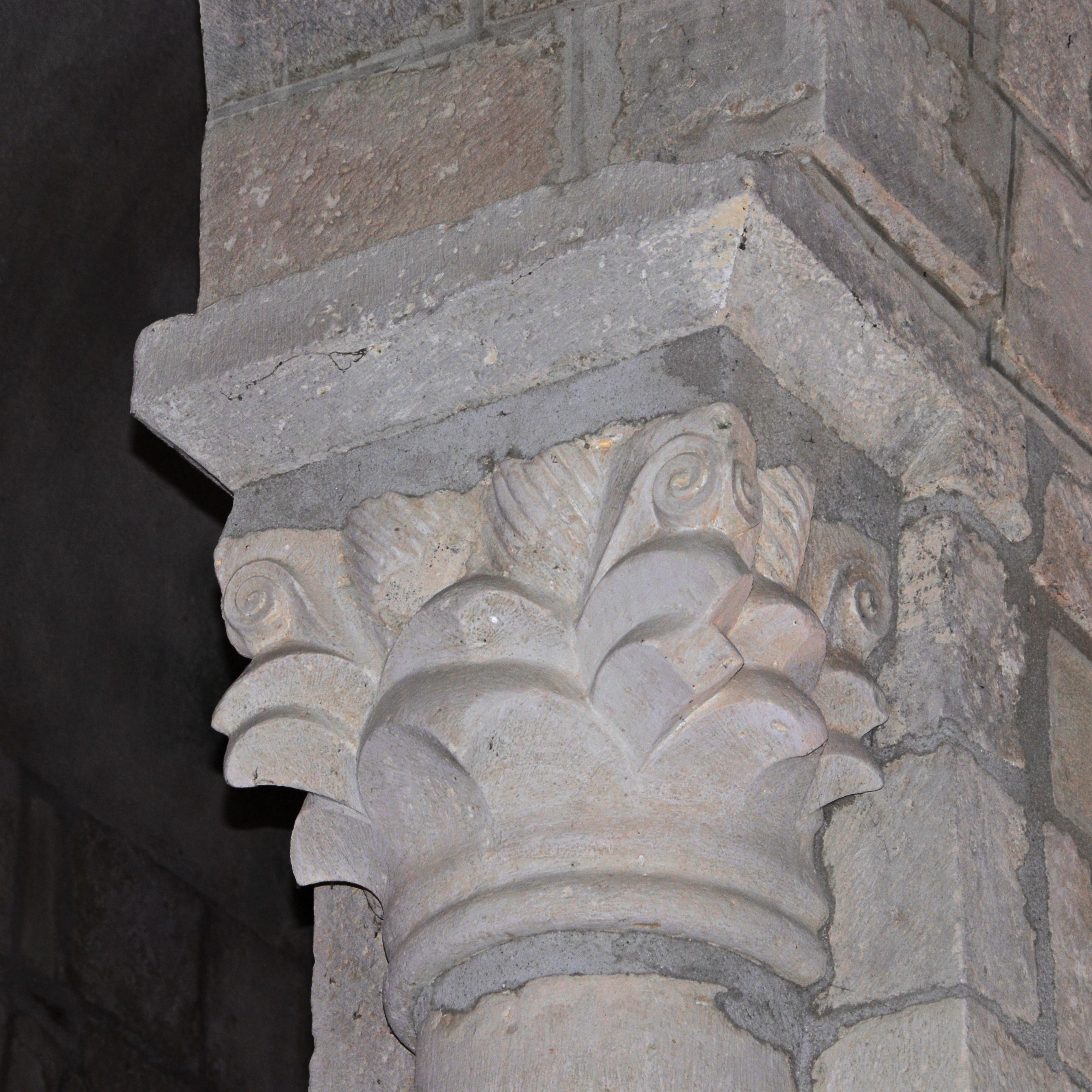
Blattkapitell, südl. Scheidewand-Arkade
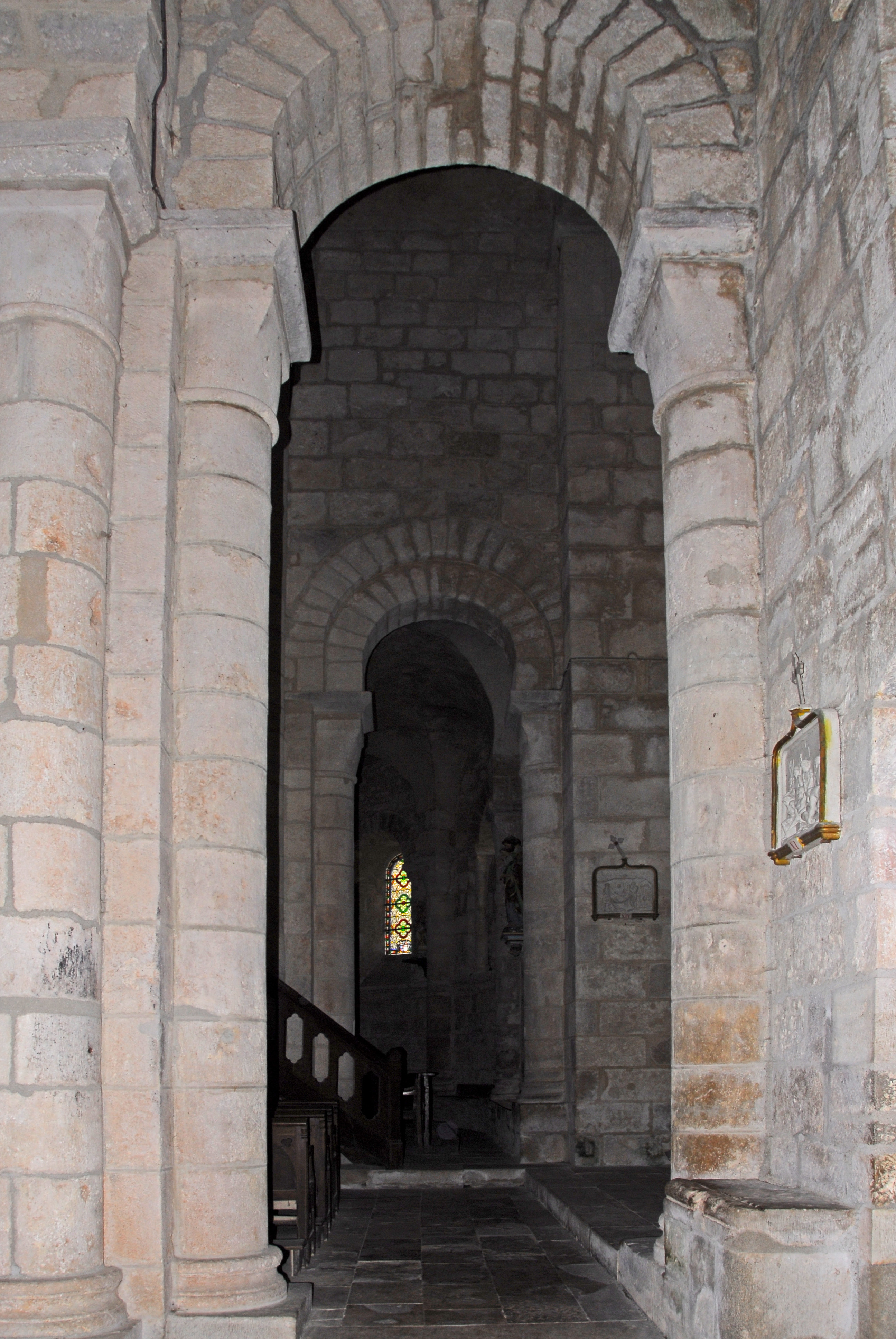
Aus südl. Seitenschiff nach vorne

#### Querhaus mit Vierung

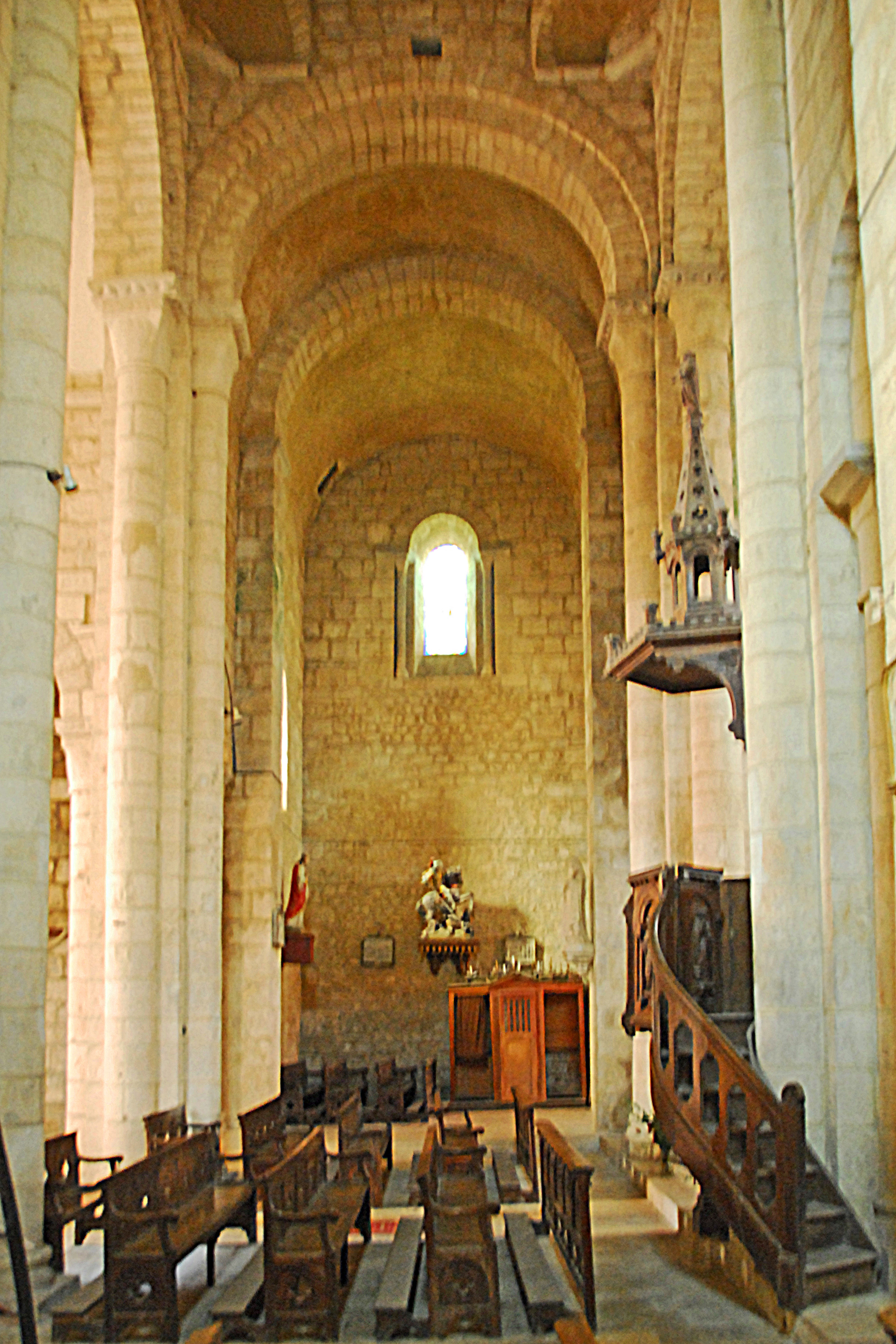
Vierung und nördlicher Querhausarm

Entgegen der sonst in der Limagne üblichen Querhausgestaltung hat der Baumeister hier beträchtliche Vereinfachungen vorgenommen, und vor allem auf das massif barlong mit den Gewölbeabstufungen und Schwibbögen verzichtet.
Die leicht rechteckige Vierung wird umstanden von vier großen Arkaden und Pfeilern, wie sie bereits im vorherigen Abschnitt, vorletzter Absatz, als Vierungsarkade beschrieben sind. Die Kanten der Arkadenbögen sind innenseitig leicht abgestuft, was bei den Hauptkirchen der Limagne nie der Fall war. Die Vierungsarkaden tragen eine über Ecktrompen errichtete Kuppel. Diese Trompen, die unten mit dreieckigen Platten abschließen, sind dagegen typisch für die Auvergne. Die Trompen leiten den fast quadratischen Grundriss der Vierung zu dem etwas höher gelegenen Oktogon des Kuppelrandes über. Der Kuppelrand wird hier markiert durch eine schmale Steinschicht, die die Ecken des Oktogons bereits etwas ausrunden. Von da aus aufwärts geht die zunächst achteckige Form fast unmerklich in die Form der Kuppel über, die gänzlich verputzt ist.
Die benachbarten Seitenschiffe der Vierung sind so breit wie die Seitenschiffe des Langhauses. Sie werden, wie auch die anschließenden Querhausarme, von quer zur Längsachse der Kirche verlaufenden Tonnengewölben überdeckt. In Höhe der Gewölbeansätze gibt es nur den Materialwechsel zwischen steinsichtigem Mauerwerk und den verputzten Gewölben. Die Vierungsseitenschiffe und die Querhausarme werden getrennt durch Arkaden aus scharfkantigen Gurtbögen und rechtwinkligen Wandpfeilern. Deren Bogenansätze sind mit Kämpferprofilen markiert.

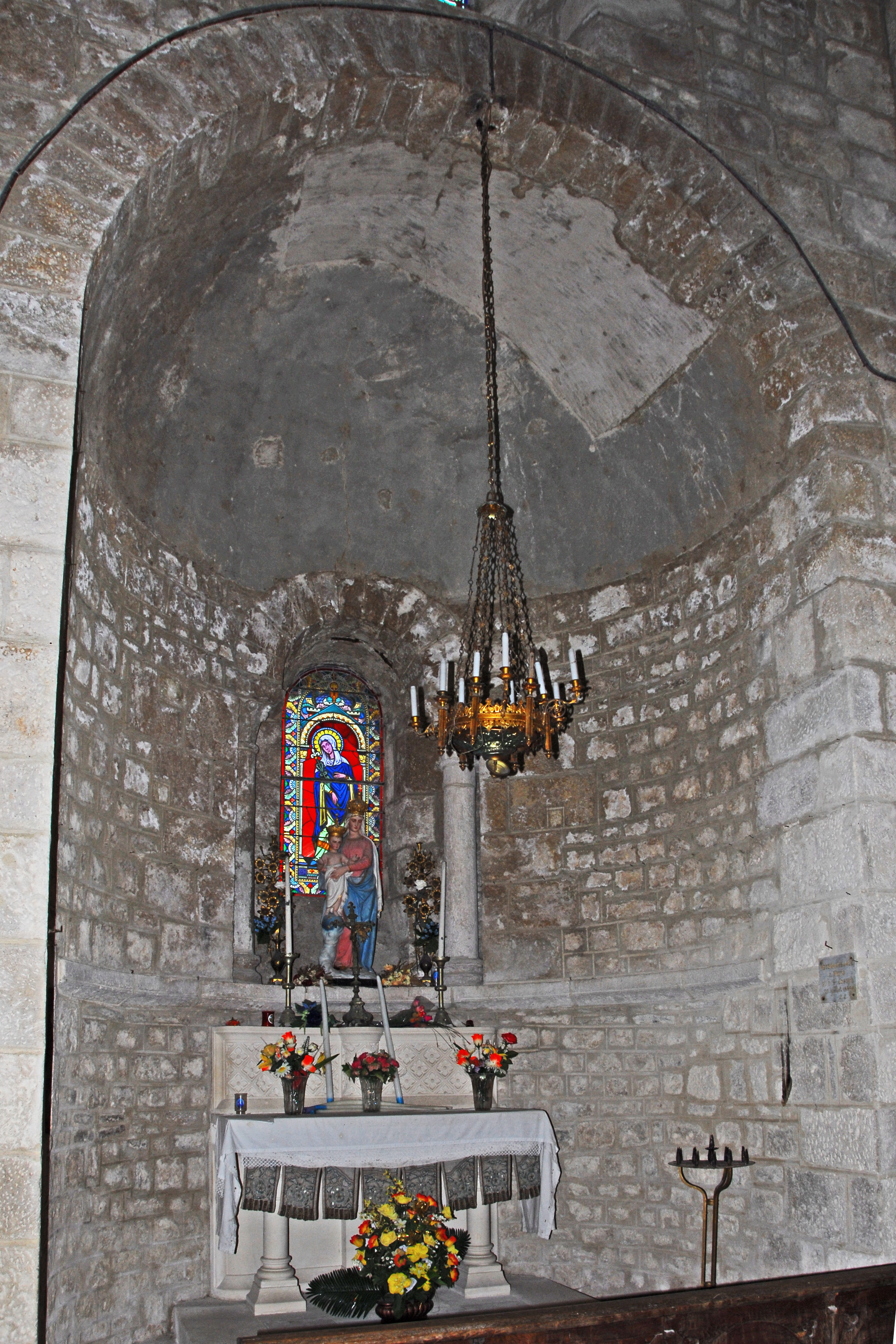
Querhauskapelle

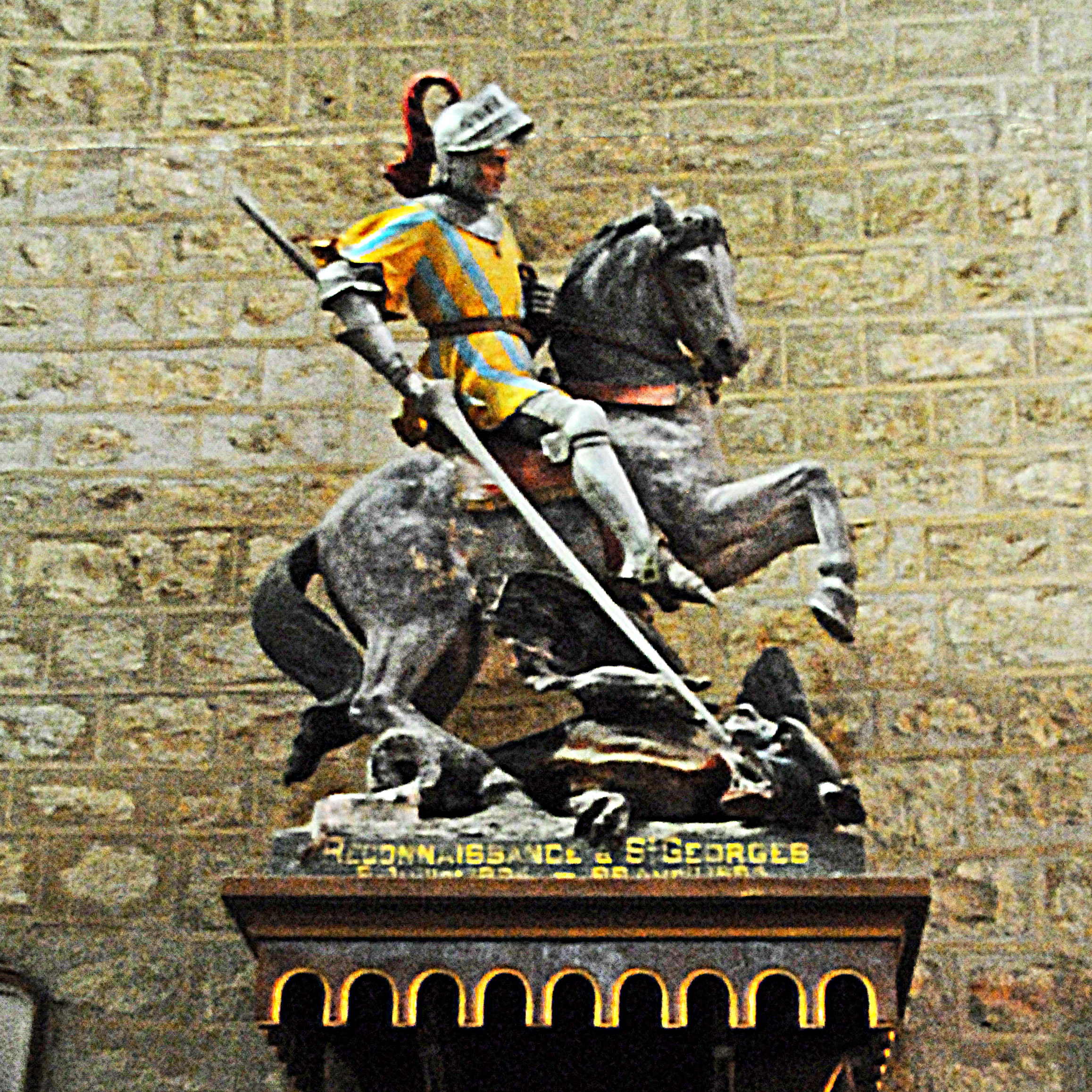
St-Georges, nördlicher Querhausarm

In den oberen Hälften der Giebelwände der Vierungsarme ist genau zentriert ein rundbogiges Fenster ausgespart, das innenseitig so gestaltet und etwa so groß ist, wie die Fenster im Langhaus.
Auf den West- und Ostseiten der Querhausarme sind etwas tiefer als die Fenster der Giebelwände, deutlich kleinere, fast schlitzartige rundbogige Fenster ausgespart.
In den östlichen Wänden der Querhausarme öffnen sich die rundbogigen Arkaden der Querhauskapellen. Diese stehen innenseitig auf einem halbkreisförmigen Grundriss, an den sich ein kurzes Rechteck anschließt. Es wird überwölbt von einer halben Kugelkalotte mit anschließendem kurzen Tonnengewölbe. Die Gewölbe sind über ihren Ansätzen verputzt. Unterhalb der Kuppelansätze sind zentriert kleine rundbogige Fenster ausgespart, die wie die Fenster des Langhauses gestaltet sind. Auf Höhe der Brüstungsunterkante verläuft um die Apsisrundung ein Kragprofil mit abgeschrägter Unterkante, auf dem Verschiedenes abgestellt werden konnte.
Galerie Querhaus und Vierung

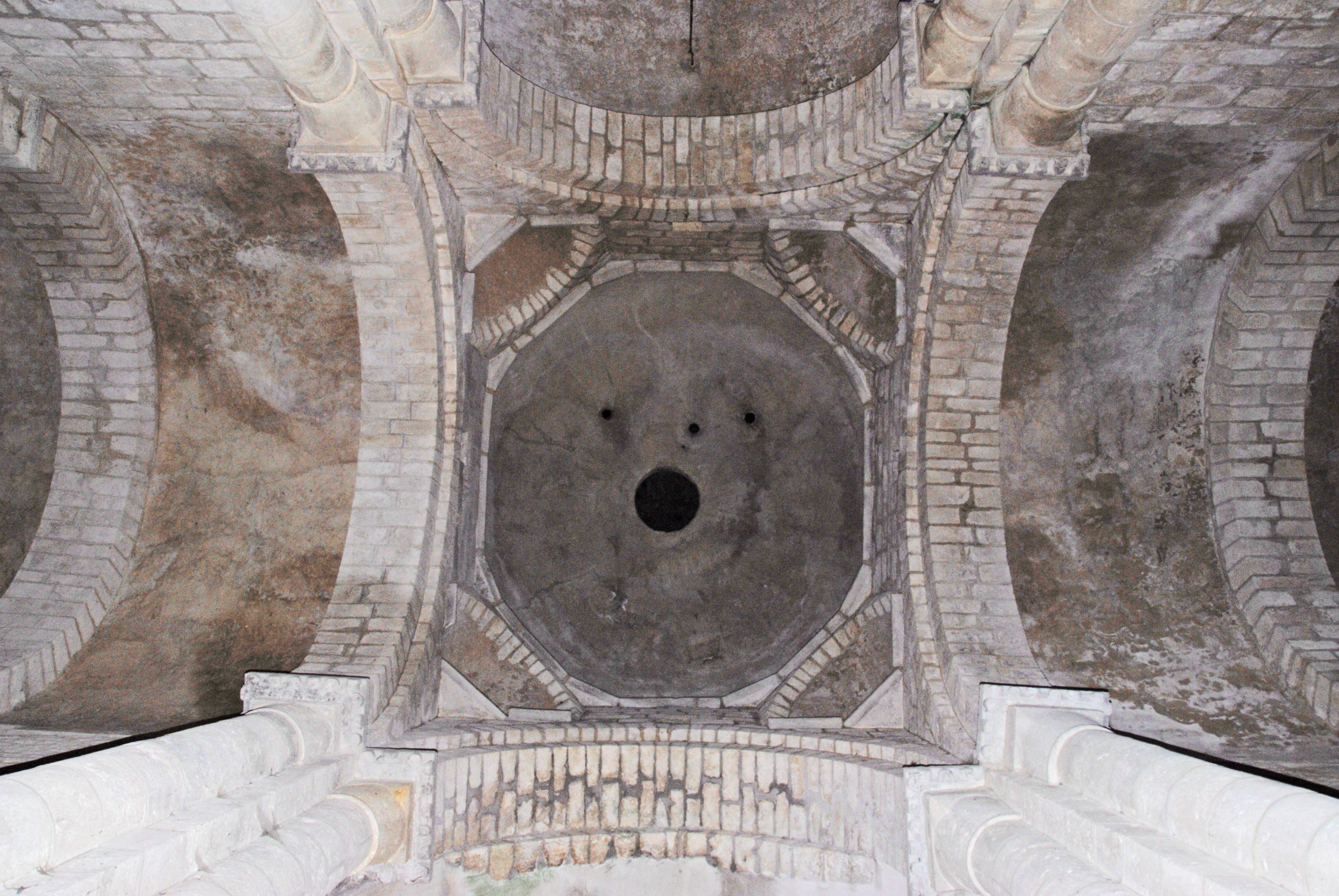
Vierung von unten, oben Chor
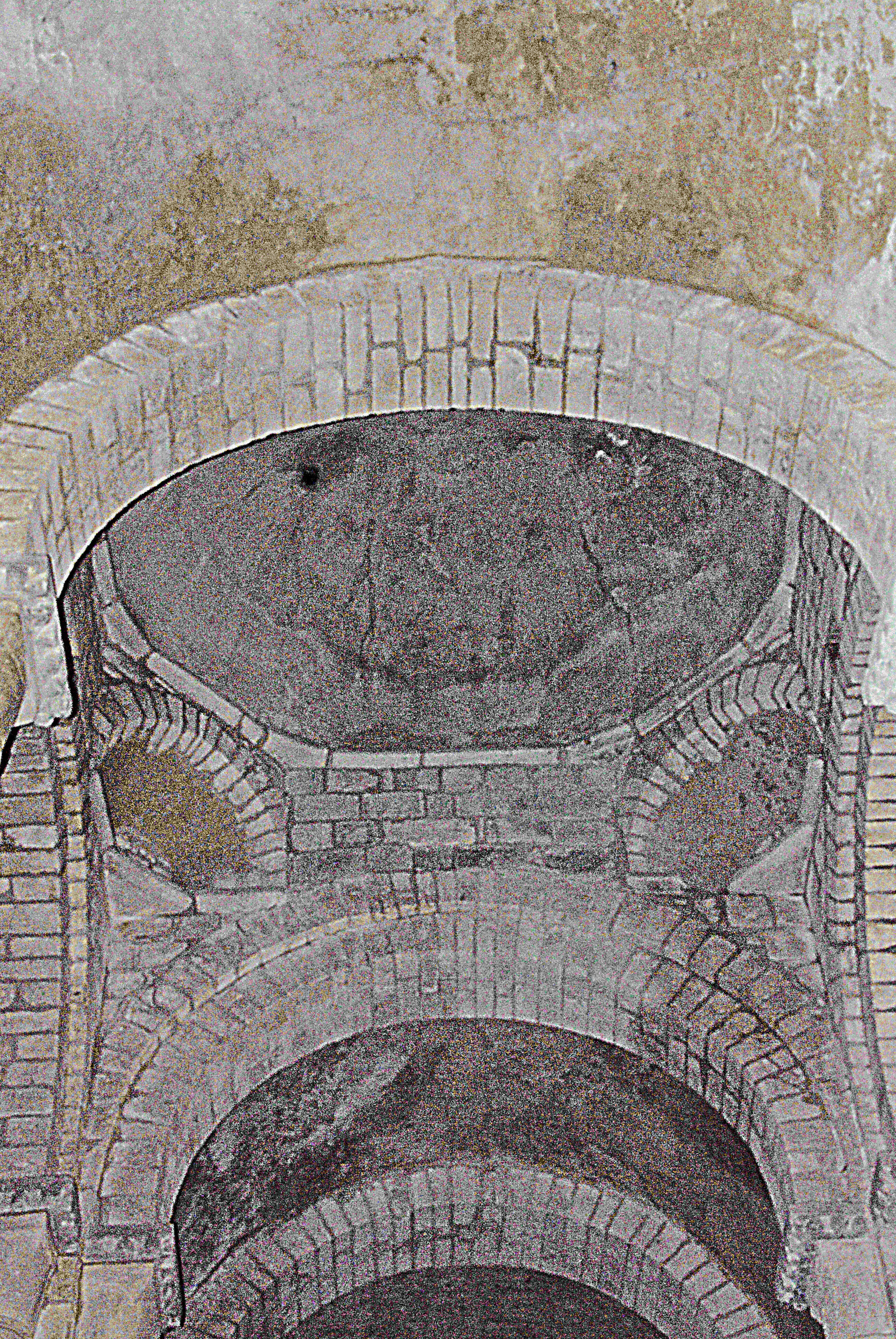
Trompenkuppel aus Querhaus
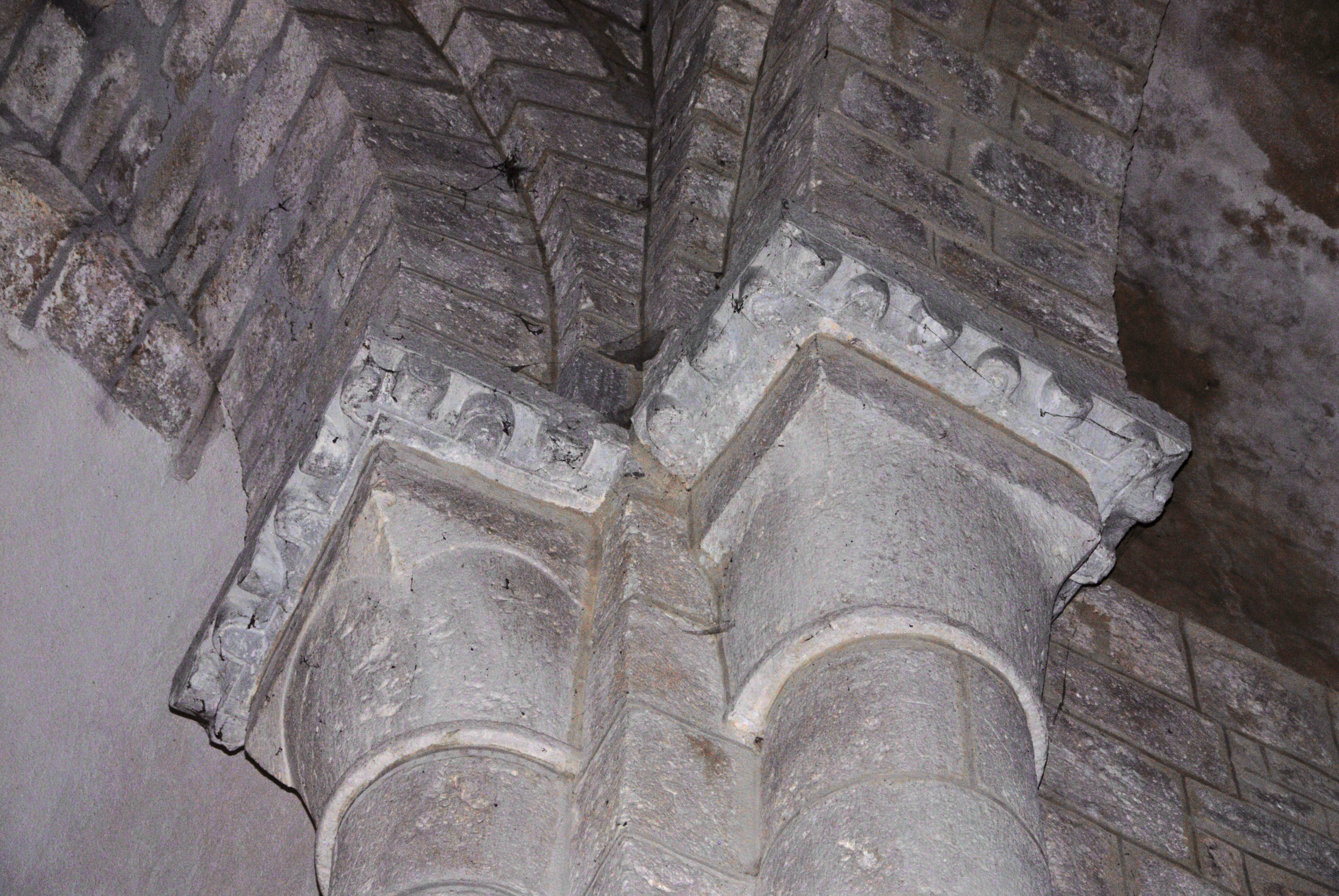
Kapitelle auf NW-Vierungspfeiler
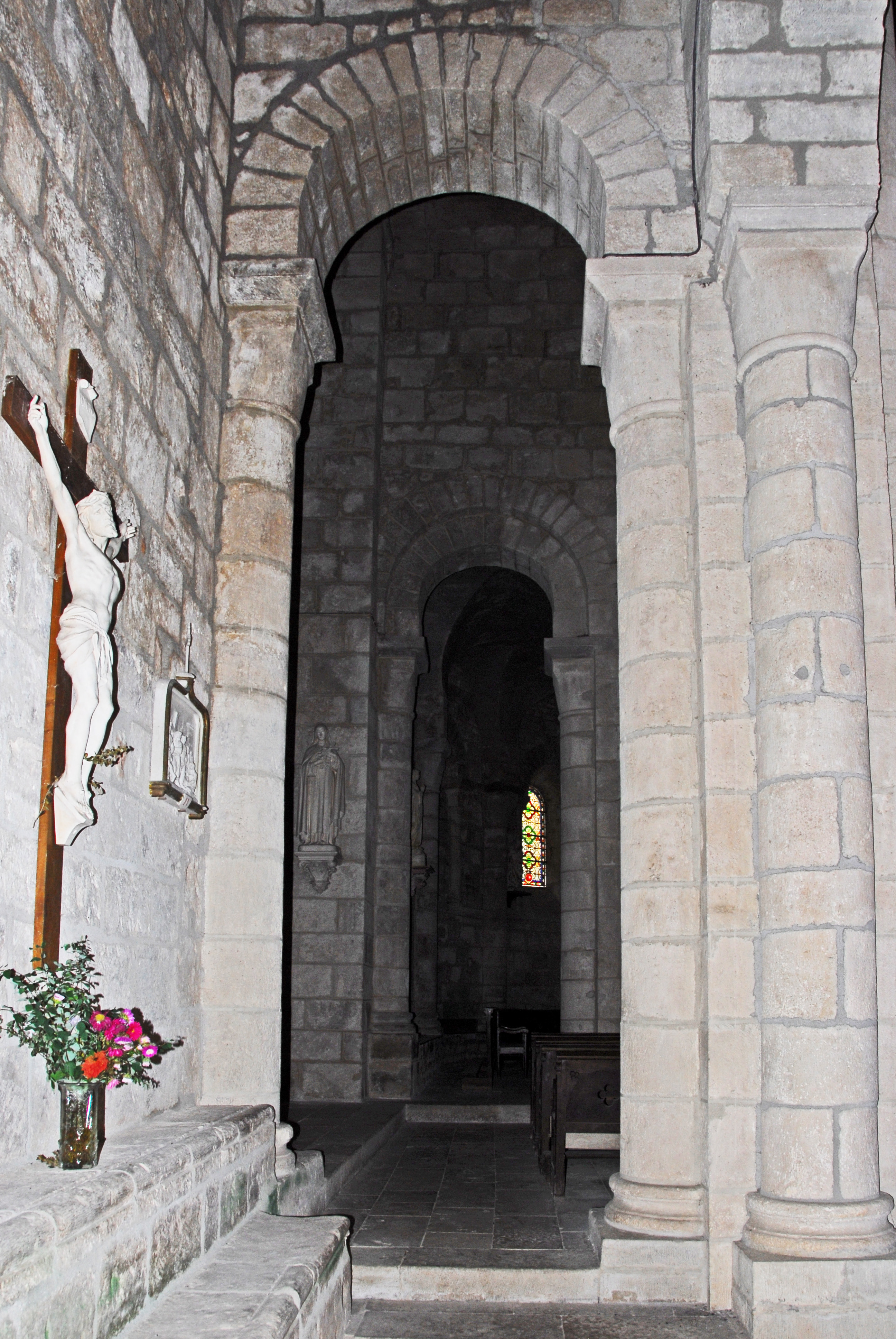
Aus nördlichem Seitenschiff in Querschiff

#### Chorhaupt

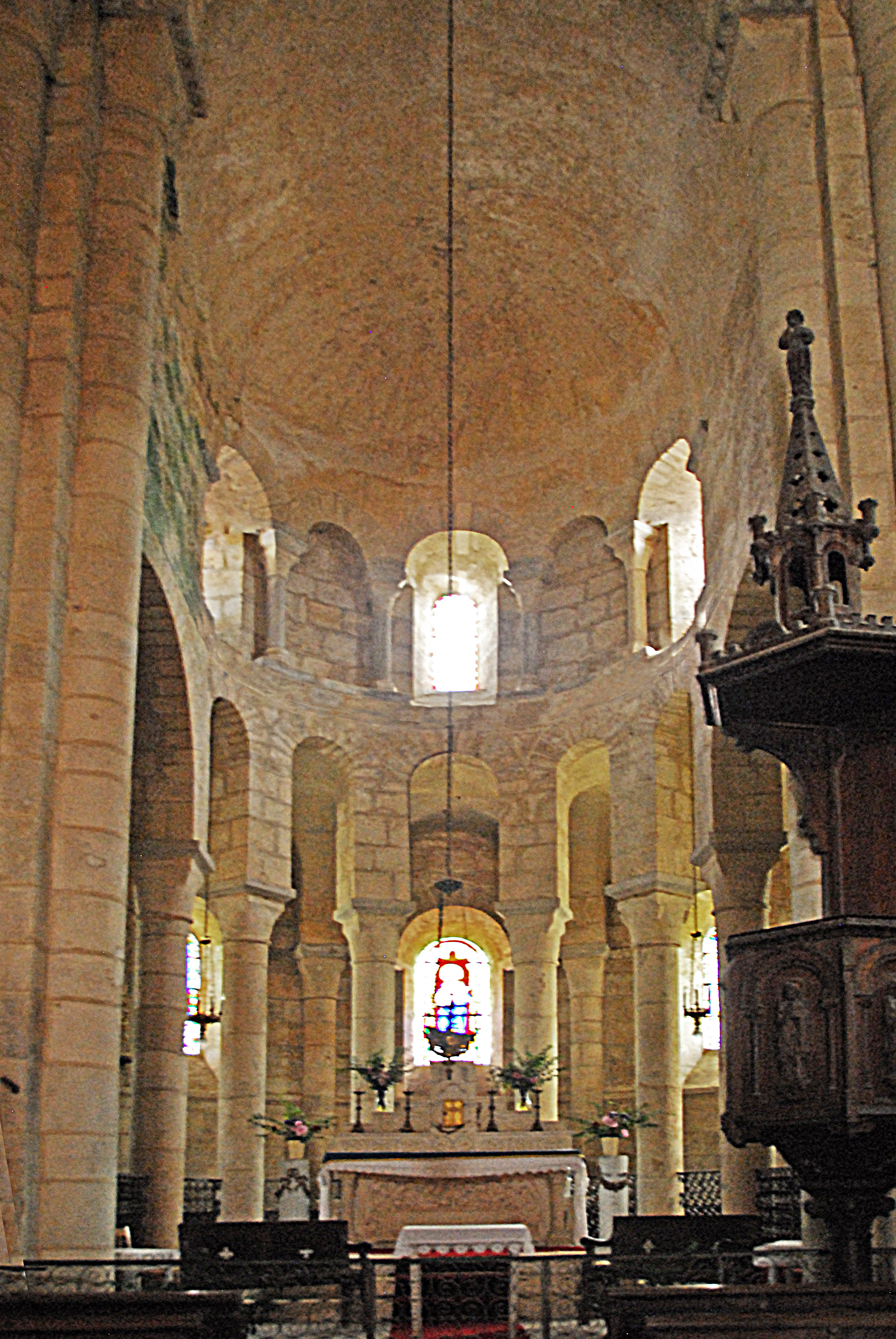
Chor aus Vierung

Der Grundriss des Chors besteht bis unter sein Gewölbe aus einem fast quadratischen Chorjoch und einer halbkreisförmigen Chorapsis. Die Rundung der Apsis wird umringt von fünf schlanken Arkaden aus sechs Säulen, die mit schlicht gestalteten Kapitellen, die oberseitig angeformte quadratische Deckplatten besitzen, mit Kämpfern, deren untere Sichtkanten abgeschrägt sind, mit profilierten Basen und quadratischen Sockeln ausgerüstet sind. Die Kapitelle befinden sich in derselben Höhe wie die der Scheidewandarkaden im Langhaus. Die halbkreisförmigen Arkadenbögen mit scharfen Kanten sind etwa zwei Meter hoch gestelzt. An diese Arkaden schließt auf beiden Seiten des Chorjochs noch je eine weitere Arkade in Jochbreite an, deren etwas gestelzte Bögen auf den äußeren Säulen und auf Diensten stehen, die den Vierungspfeilern vorgeblendet sind. Die Scheitelhöhe dieser Arkaden stimmt mit denjenigen in der Apsisrundung überein. Eine Mauerschicht über den Keilsteinbögen der Arkaden verläuft in der Apsisrundung, ein Wandrückversatz, der mit leicht auskragenden Platten abgedeckt ist. Auf diesem Versatz erhebt sich exakt über den unteren Arkaden eine Reihung von fünf kleinen Blendarkaden, mit etwa gleich breiten Keilsteinbögen. Diese stehen auf sechs Säulchen, die ähnlich den Säulen im Erdgeschoss ausgerüstet und gestaltet sind, nur deutlich kleiner. In der mittleren und den beiden äußeren Blendarkaden sind kleine rundbogige Fenster ausgespart, deren Gewände nach innen allseitig aufgeweitet sind. Im Chorjoch sind die Seiten des Obergeschosses mit glattem Mauerwerk geschlossen. Eine Mauerwerksschicht über den Keilsteinbögen des Obergeschosses beginnen die verputzten Gewölbeflächen, über dem Chorjoch als halbrunde Tonne, über der Apsis in Form einer halben Kugelkalotte.

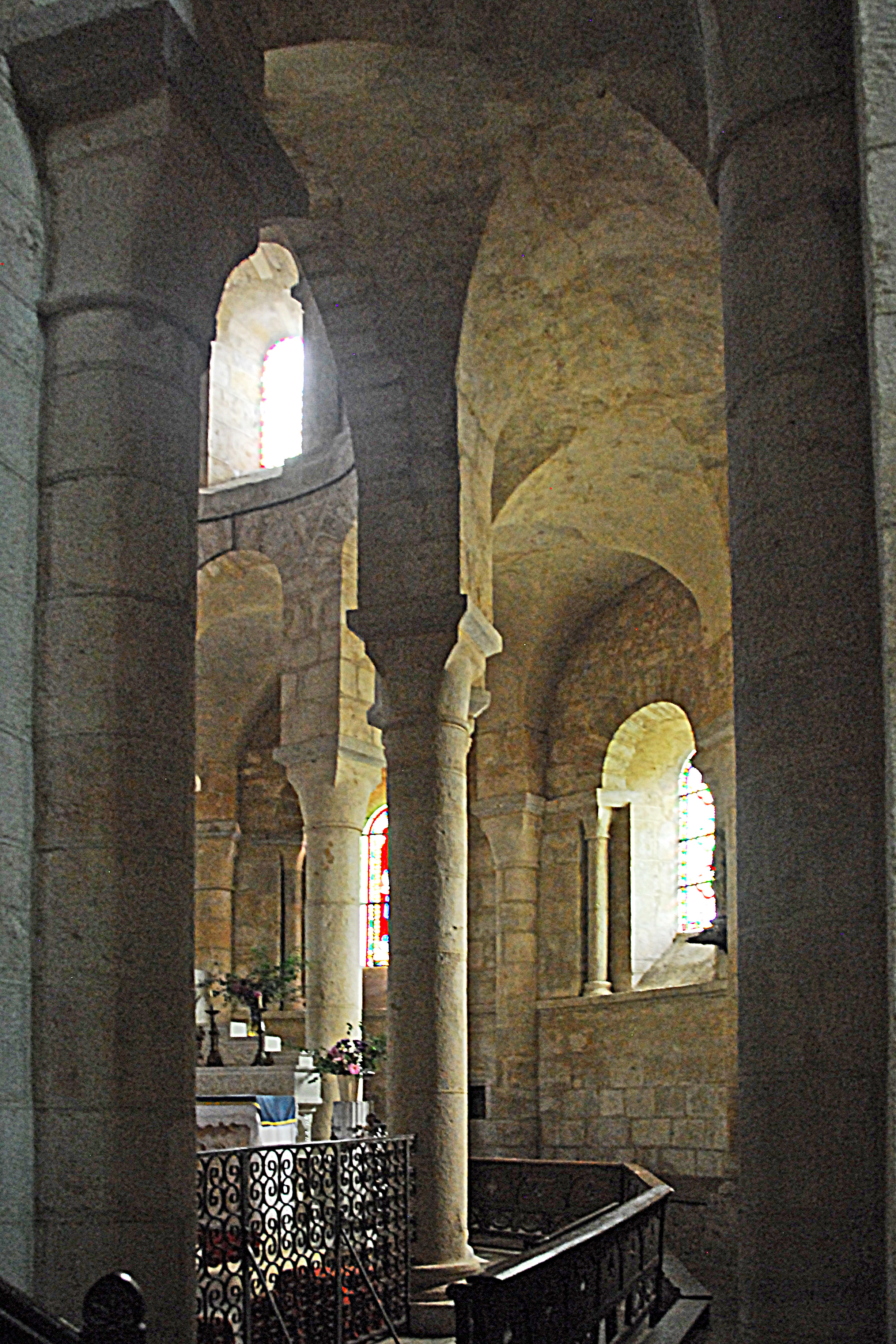
Chorumgang hinter Chorapsis

Der Chorumgang umschließt konzentrisch die Apsisrundung, geht neben dem Chorjoch in gerade Seitenschiffabschnitte über und wird von einer kräftigen Außenwand umschlossen, die auf beiden Seiten des Chorjochs gegen die östliche Querhauswand stößt. Radial gegenüber den Säulen der Chorapsis sind auf der Außenwand alte halbrunde Dienste vorgeblendet, die ähnlich den vorgenannten Säulen ausgestattet sind. Sie stehen mit ihren profilierten Basen und rechtwinkligen Plinthen auf einem den ganzen Umgang umschließenden etwa einen Meter hohen Wandsockel.
Zwischen den Diensten ist jeweils ein rundbogiges Fenster ausgespart, das baulich etwa so gestaltet ist wie die Fenster in den Langhauswänden, in etwas geringeren Dimensionen. Die Höhenlage ihrer Kämpferplatten entspricht derjenigen der benachbarten Dienste. Auf Unterkante der Abschrägungen der Fensterbrüstungen ist zwischen den Diensten ein waagerechtes Kraggesims um die ganze Außenwand des Umgangs herumgeführt, dessen Unterkante mit einer breiten Kehle gebrochen ist. Im Bereich der Fenster verbreitert sich das Profil um die Tiefe der Rückversätze. Hier könnten in der Epoche der Pilgerfahrten in Ermangelung von Kranzkapellen Reliquien aufgestellt worden sein. Heute werden auf den Außenwandabschnitten neben den Diensten etliche Skulpturen auf einzelnen Konsolen gezeigt, wie es damals sicher auch mit Reliquien geschehen ist.

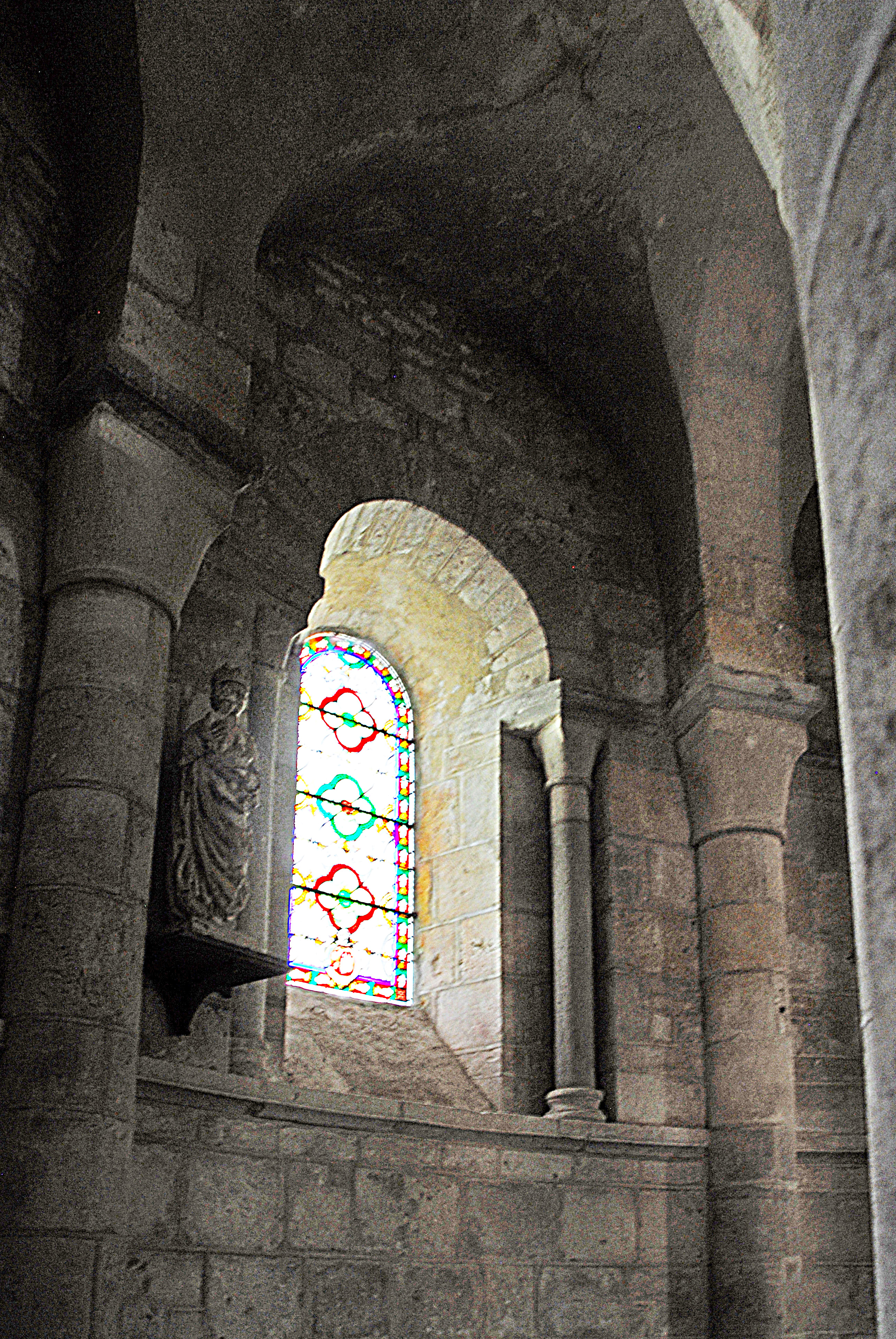
Fenster Chorumgang

Der Umgang wird von einem konzentrisch umlaufenden verputzten Tonnengewölbe überdeckt, dessen Scheitel etwa in Höhe der Bogenscheitel der Chorarkaden angeordnet ist. An den Keilsteinbögen dieser Arkaden schließen mit gleicher Wölbung in radialer Anordnung kurze Stichkappen an. Den Chorapsisarkaden entsprechen auf der Außenwand deutlich breitere aber gleich hohe Blendarkaden, deren Bögen ebenfalls gestelzt sind. Von ihnen gehen ebensolche aber größere Stichkappen aus. Die verputzten Stichkappen auf beiden Seiten des Umgangs verschneiden sich mit dem Tonnengewölbe mit im Grundriss parabelförmigen Graten. Diese Grate enden auf den Kanten der Bogenstelzungen über den Kapitellen der Säulen und Dienste. Die Gewölbeabschnitte über den geraden Stücken des Umgangs neben dem Chorjoch sind mit jeweils einem Kreuzgratgewölbe überdeckt, das an das gekrümmte Tonnengewölbe anschließt. Auch hier gehen die Grate in die Kanten der Bogenstelzungen über.
Galerie Chorhaupt

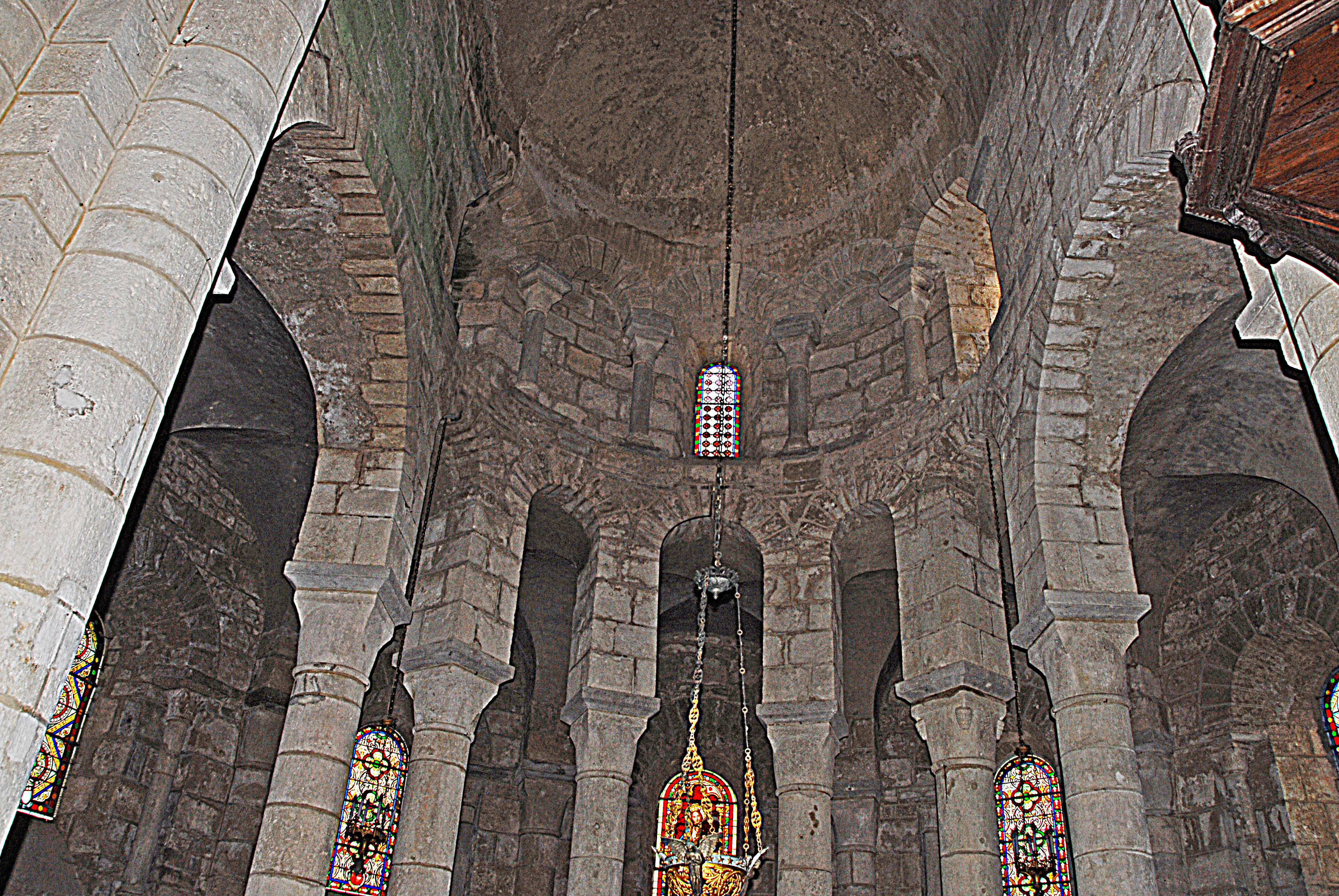
Chor aus Vierung
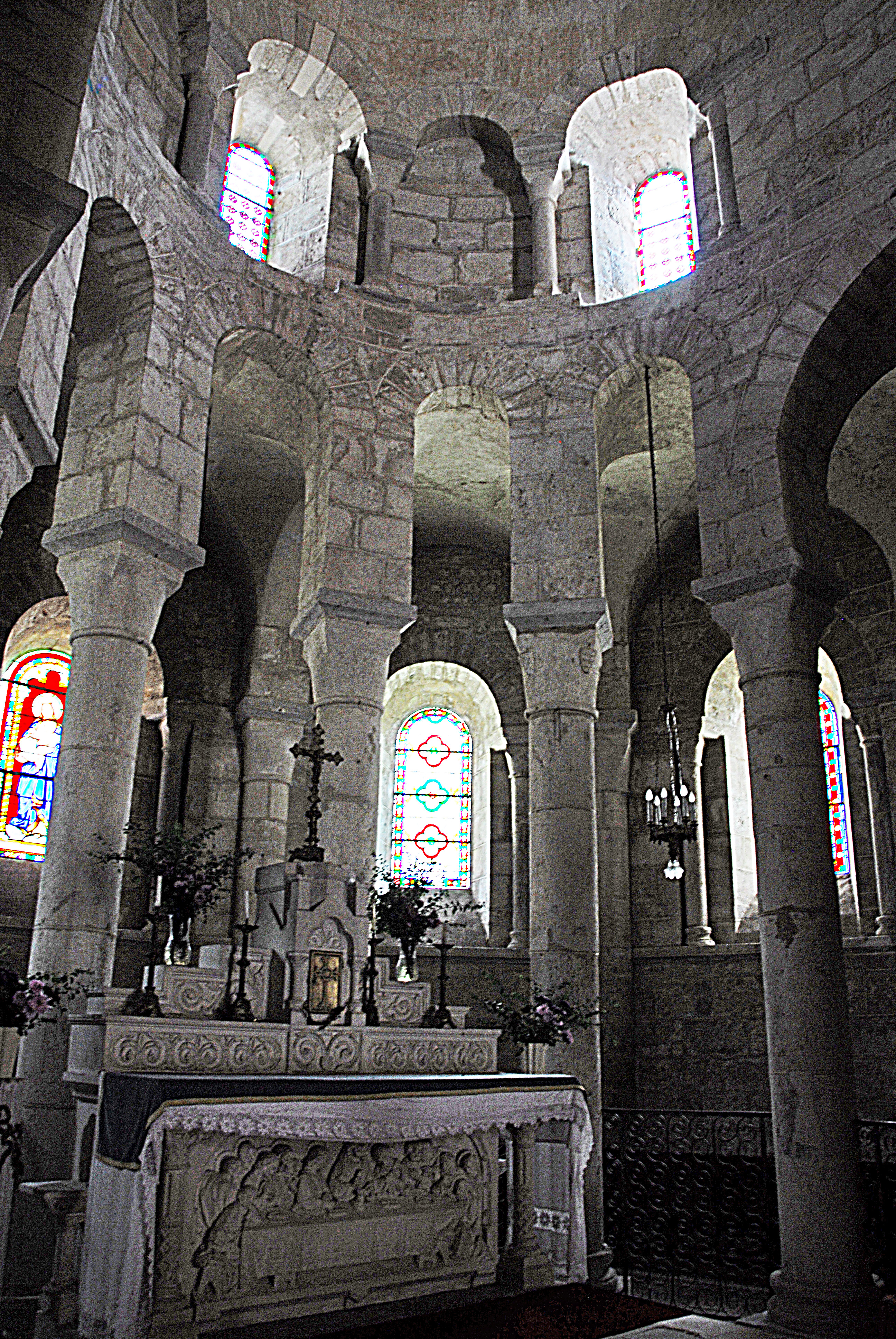
Chorapsis nach SO
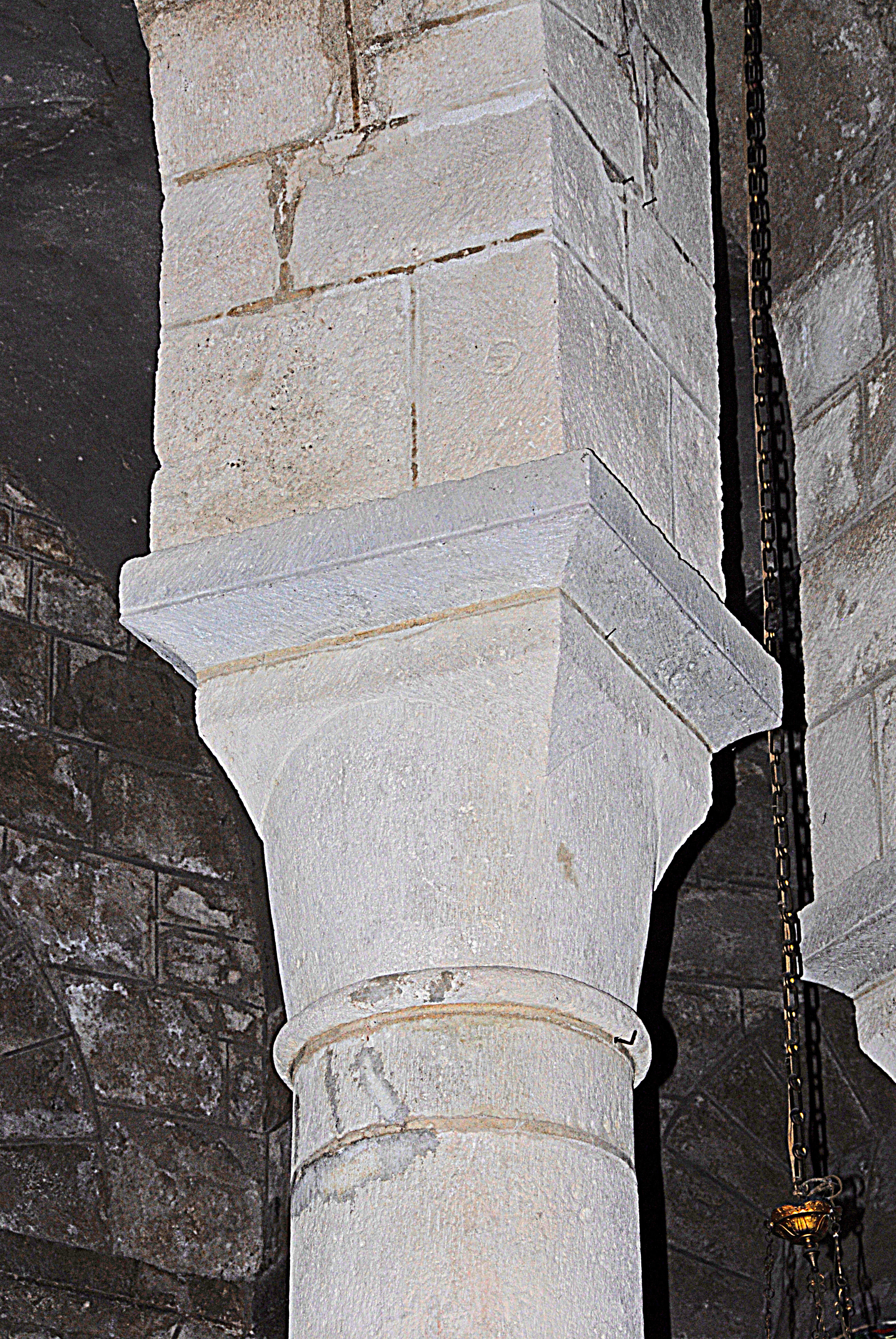
Kapitell Chorapsis
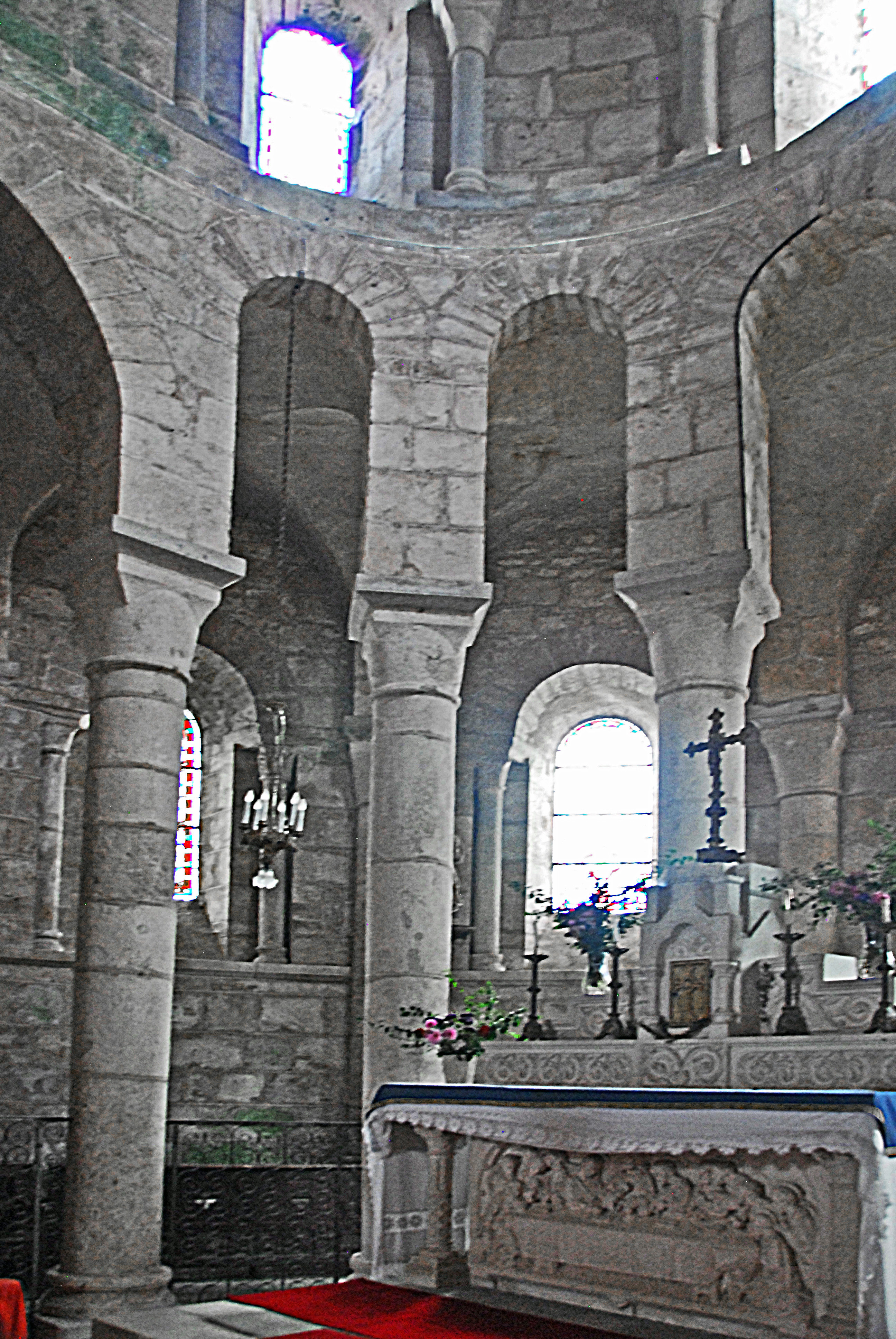
Chorapsis nach NO